# Liste der denkmalgeschützten Objekte in Wien/Döbling/Grinzing–Neustift am Wald
Die Liste der denkmalgeschützten Objekte in Wien-Döbling enthält die denkmalgeschützten unbeweglichen Objekte des 19. Wiener Gemeindebezirks Döbling.
Dieser Teil der Liste enthält die 203 Objekte in den Katastralgemeinden Grinzing, Heiligenstadt, Josefsdorf, Kahlenbergerdorf und Neustift am Wald.  Für die anderen Katastralgemeinden siehe Liste der denkmalgeschützten Objekte in Wien/Döbling/Nussdorf–Untersievering.

## Denkmäler
| Foto |                 | Denkmal | Standort                                                                | Beschreibung | Metadaten |
| ---- | --------------- | --- | ----------------------------------------------------------------------- | --- | --- |
| ja   | Datei hochladen | Neulandschule HERIS-ID: 48976seit 2021                                                                                       | Alfred-Wegener-Gasse 10–12 Standort KG: Grinzing                        | Das Schulgebäude wurde 1931/32 von Clemens Holzmeister erbaut und später erweitert. Es ist eine dreiflügelige Anlage aus kubischen Baukörpern, der breite Mittelteil ist zurückversetzt und weist ein Relief (Kruzifix mit Alpha und Omega) auf. | BDA-Hist.: Q107467175 Status: Bescheid Stand der BDA-Liste: 2025-06-30 Name: Neulandschule GstNr.: 450/110 Neulandschule Grinzing |
| ja   | Datei hochladen | Grabkapelle Weil (Grinzinger Friedhof) HERIS-ID: 98206 Objekt-ID: 114098                                                     | An den langen Lüssen 33 Standort KG: Grinzing                           | Die Grabkapelle für Karl Weil auf dem Grinzinger Friedhof besitzt kubisch-gräzisierende Formen und ist von einer Figur der Victoria gekrönt. Anmerkung: lt. Grundstücksnummer 406/1 erstreckt sich der Denkmalschutz nicht auf den ganzen Friedhof, sondern nur auf die Grabkapelle. | BDA-Hist.: Q125117398 Status: Themenspeicher Stand der BDA-Liste: 2025-06-30 Name: Grabkapelle Weil (Grinzinger Friedhof) GstNr.: 406/1 Grabkapelle Weil, Grinzing |
| ja   | Datei hochladen | Skulptur HERIS-ID: 71209 Objekt-ID: 84364 Wien Kulturgut: 78445                                                              | gegenüber Aslangasse 1 Standort KG: Grinzing                            | Die Stahlplastik am Beginn der Aslangasse wurde von Herbert Schwarz gestaltet und von der Firma Otto Berger ausgeführt. | BDA-Hist.: Q38126996 Status: § 2a Stand der BDA-Liste: 2025-06-30 Name: Skulptur GstNr.: 420/24 Skulptur Aslangasse |
| ja   | Datei hochladen | Dr.-Karl-Lueger-Denkmal HERIS-ID: 68669 Objekt-ID: 81702                                                                     | Cobenzl Standort KG: Grinzing                                           | Die überlebensgroße, steinerne Portraitbüste von Karl Lueger befindet sich auf einer Betonstele am Weg vom Cobenzl zum ehemaligen Schlosshotel. Sie wurde 1915 von Fritz Zerritsch mit secessionistischen Lorbeer-Rosengehänge gestaltet. | BDA-Hist.: Q38120323 Status: § 2a Stand der BDA-Liste: 2025-06-30 Name: Dr.-Karl-Lueger-Denkmal GstNr.: 1102/1 Lueger-Denkmal, Cobenzl |
| ja   | Datei hochladen | Grotte HERIS-ID: 41610 Objekt-ID: 42136                                                                                      | Cobenzl Standort KG: Grinzing                                           | Anmerkung: Laut einem Gartenhistoriker in den 1920er Jahren denkmalgeschützt und heute nicht mehr existent. Ehemalige Lage laut Beleg. | BDA-Hist.: Q38001800 Status: Bescheid Stand der BDA-Liste: 2025-06-30 Name: Grotte GstNr.: 1006/1 |
| ja   | Datei hochladen | Wasserbehälter Cobenzl samt Einlaufbauwerk HERIS-ID: 16531 Objekt-ID: 12796                                                  | Cobenzl Standort KG: Grinzing                                           | Der Wasserbehälter Cobenzl entstand zwischen 1908 und 1909 als Hochbehälter der 2. Wiener Hochquellenleitung nach Plänen des Wiener Stadtbauamtes in späthistoristisch-neobarockem Stil. | BDA-Hist.: Q2550731 Status: Bescheid Stand der BDA-Liste: 2025-06-30 Name: Wasserbehälter Cobenzl samt Einlaufbauwerk GstNr.: 1102/3, 1105/2 Wasserbehälter Cobenzl |
| ja   | Datei hochladen | Windhaberhaus HERIS-ID: 71207 Objekt-ID: 84362seit 2019                                                                      | Cobenzlgasse 2 Standort KG: Grinzing                                    | Das zweigeschoßige ehemalige Winzerhaus wurde in der ersten Hälfte des 18. Jahrhunderts umgebaut. Die genutete Fassade weist Ortsteinquaderung und eine Rahmengliederung auf. Anmerkung: Identadresse Grinzinger Steig 1–3 | BDA-Hist.: Q105086835 Status: Bescheid Stand der BDA-Liste: 2025-06-30 Name: Windhaberhaus GstNr.: 125 Cobenzlgasse 2 |
| ja   | Datei hochladen | Wohn- und Geschäftshaus HERIS-ID: 112812 Objekt-ID: 131034seit 2019                                                          | Cobenzlgasse 4 Standort KG: Grinzing                                    | Das ehemalige Winzerhaus ist auf dem Keilstein des Korbbogenportals mit 1775 bezeichnet. | BDA-Hist.: Q105086915 Status: Bescheid Stand der BDA-Liste: 2025-06-30 Name: Wohn- und Geschäftshaus GstNr.: 122 Cobenzlgasse 4 |
| ja   | Datei hochladen | Wohn- und Geschäftshaus, ehem. Hauer- und Fleischhauerhaus HERIS-ID: 100492 Objekt-ID: 116720seit 2019                       | Cobenzlgasse 6 Standort KG: Grinzing                                    | Das Fleischer- und Winzerhaus stammt im Kern aus dem 17. Jahrhundert, die Fassade wurde im dritten Viertel des 19. Jahrhunderts umgebaut. Die Einfahrt ist tonnengewölbt, im Hof befindet sich ein barocker Brunnen. | BDA-Hist.: Q105086958 Status: Bescheid Stand der BDA-Liste: 2025-06-30 Name: Wohn- und Geschäftshaus, ehem. Hauer- und Fleischhauerhaus GstNr.: 121 Cobenzlgasse 6 |
| ja   | Datei hochladen | Wohnhaus und Restaurant Neuland, ehem. Hauerhaus HERIS-ID: 112808 Objekt-ID: 131029seit 2019                                 | Cobenzlgasse 7 Standort KG: Grinzing                                    | Die Fassade dieses umgebauten Winzerhofes stammt aus dem zweiten Viertel des 19. Jahrhunderts. Anmerkung: Identadressen Himmelstraße 10, 12, 14 | BDA-Hist.: Q105097840 Status: Bescheid Stand der BDA-Liste: 2025-06-30 Name: Wohnhaus und Restaurant Neuland, ehem. Hauerhaus GstNr.: 236 |
| ja   | Datei hochladen | Heuriger Caféhaus Rudolfshof HERIS-ID: 97782 Objekt-ID: 113638seit 2019                                                      | Cobenzlgasse 8 Standort KG: Grinzing                                    | Dieses Haus entspricht der dörflichen Bebauung des Grinzinger Ortskerns. | BDA-Hist.: Q105087006 Status: Bescheid Stand der BDA-Liste: 2025-06-30 Name: Heuriger Caféhaus Rudolfshof GstNr.: 118, 119/2 Cobenzlgasse 8 |
| ja   | Datei hochladen | Passauer Hof HERIS-ID: 41411 Objekt-ID: 41895                                                                                | Cobenzlgasse 9 Standort KG: Grinzing                                    | Der Passauer Hof ist der ehemalige Weinlesehof des Chorherrenstifts St. Nikola in Passau. Die dreiseitige Anlage wurde in der ersten Hälfte des 16. Jahrhunderts errichtet. Die Giebelhäuser stammen in ihrem Kern aus dem Spätmittelalter. | BDA-Hist.: Q38000328 Status: Bescheid Stand der BDA-Liste: 2025-06-30 Name: Passauer Hof GstNr.: 19 Passauerhof (Döbling) |
| ja   | Datei hochladen | Wohn- und Geschäftshaus, Apotheke HERIS-ID: 97783 Objekt-ID: 113639seit 2019                                                 | Cobenzlgasse 10 Standort KG: Grinzing                                   | Ehemaliges Winzerhaus mit erneuerter Fassade | BDA-Hist.: Q105087048 Status: Bescheid Stand der BDA-Liste: 2025-06-30 Name: Wohn- und Geschäftshaus, Apotheke GstNr.: 115 |
| ja   | Datei hochladen | Wohnhaus, ehem. Presshaus HERIS-ID: 112819 Objekt-ID: 131041seit 2019                                                        | Cobenzlgasse 11 Standort KG: Grinzing                                   | Das ehemalige Winzerhaus stammt im Kern aus dem 17. Jahrhundert. | BDA-Hist.: Q105087231 Status: Bescheid Stand der BDA-Liste: 2025-06-30 Name: Wohnhaus, ehem. Presshaus GstNr.: 22 Cobenzlgasse 11 |
| ja   | Datei hochladen | Wohnhaus, Hauerhaus HERIS-ID: 97784 Objekt-ID: 113640seit 2019                                                               | Cobenzlgasse 12 Standort KG: Grinzing                                   | Ehemaliges Winzerhaus | BDA-Hist.: Q105087343 Status: Bescheid Stand der BDA-Liste: 2025-06-30 Name: Wohnhaus, Hauerhaus GstNr.: 112 |
| ja   | Datei hochladen | Wohnhaus, ehem. Hauerhaus HERIS-ID: 112820 Objekt-ID: 131042seit 2019                                                        | Cobenzlgasse 13 Standort KG: Grinzing                                   | Das Haus stammt aus der ersten Hälfte des 19. Jahrhunderts, hat aber möglicherweise einen älteren Kern. | BDA-Hist.: Q105087468 Status: Bescheid Stand der BDA-Liste: 2025-06-30 Name: Wohnhaus, ehem. Hauerhaus GstNr.: 23 Cobenzlgasse 13 |
| ja   | Datei hochladen | Wohnhaus HERIS-ID: 112814 Objekt-ID: 131036seit 2019                                                                         | Cobenzlgasse 16 Standort KG: Grinzing                                   | Dieses Haus entspricht der dörflichen Bebauung des Grinzinger Ortskerns. | BDA-Hist.: Q105087599 Status: Bescheid Stand der BDA-Liste: 2025-06-30 Name: Wohnhaus GstNr.: 106/1, 106/2 Cobenzlgasse 16 |
| ja   | Datei hochladen | Hauerhaus HERIS-ID: 41412 Objekt-ID: 41896                                                                                   | Cobenzlgasse 17 Standort KG: Grinzing                                   | Das Hauerhaus gehört zu einem Verband eingeschoßiger Häuser aus dem 17. bis 19. Jahrhundert. | BDA-Hist.: Q38000339 Status: Bescheid Stand der BDA-Liste: 2025-06-30 Name: Hauerhaus GstNr.: 29 Cobenzlgasse 17 |
| ja   | Datei hochladen | Hauerhaus, Wohnhaus HERIS-ID: 97787 Objekt-ID: 113644seit 2019                                                               | Cobenzlgasse 19 Standort KG: Grinzing                                   | Das Hauerhaus gehört zu einem Verband eingeschoßiger Häuser aus dem 17. bis 19. Jahrhundert. | BDA-Hist.: Q105087619 Status: Bescheid Stand der BDA-Liste: 2025-06-30 Name: Hauerhaus, Wohnhaus GstNr.: 32 |
| ja   | Datei hochladen | Hauerhaus HERIS-ID: 93915 Objekt-ID: 109033                                                                                  | Cobenzlgasse 20 Standort KG: Grinzing                                   | Das Gebäude ist ein eingeschoßiges, traufständiges Hauerhaus mit geknickter Front, dessen Kern aus dem 17. Jahrhundert stammt. | BDA-Hist.: Q37763168 Status: Bescheid Stand der BDA-Liste: 2025-06-30 Name: Hauerhaus GstNr.: 102 Cobenzlgasse 20 |
| ja   | Datei hochladen | Hauerhaus HERIS-ID: 97788 Objekt-ID: 113645seit 2019                                                                         | Cobenzlgasse 21 Standort KG: Grinzing                                   | Der Kern des Hauses stammt aus dem frühen 17. Jahrhundert. | BDA-Hist.: Q105087640 Status: Bescheid Stand der BDA-Liste: 2025-06-30 Name: Hauerhaus GstNr.: 33 Cobenzlgasse 21 |
| ja   | Datei hochladen | Ehem. Bader-, Richter- und Hauerhaus HERIS-ID: 97789 Objekt-ID: 113646seit 2016                                              | Cobenzlgasse 22 Standort KG: Grinzing                                   | Der stattliche Hauerhof, der wahrscheinlich aus dem 16. Jahrhundert stammt, erhielt Anfang des 19. Jahrhunderts eine neue Fassade. Aus dieser Zeit stammt auch der Torrisalit mit giebelbekrönter Loggia. Es handelt sich um eine unregelmäßige, aus mehreren Bauteilen bestehende Anlage, die vorwiegend zweigeschoßig um einen Hof mit Außentreppen gruppiert ist. | BDA-Hist.: Q37770495 Status: Bescheid Stand der BDA-Liste: 2025-06-30 Name: Ehem. Bader-, Richter- und Hauerhaus GstNr.: 98, 99 Cobenzlgasse 22 |
| ja   | Datei hochladen | Hauerhaus, „Meyerhaus“ HERIS-ID: 97790 Objekt-ID: 113647seit 2019                                                            | Cobenzlgasse 23 Standort KG: Grinzing                                   | Das Hauerhaus gehört zu einem Verband eingeschoßiger Häuser aus dem 17. bis 19. Jahrhundert. | BDA-Hist.: Q105087652 Status: Bescheid Stand der BDA-Liste: 2025-06-30 Name: Hauerhaus, "Meyerhaus" GstNr.: 38 Cobenzlgasse 23 |
| ja   | Datei hochladen | Hauerhaus HERIS-ID: 88170 Objekt-ID: 102704                                                                                  | Cobenzlgasse 24 Standort KG: Grinzing                                   | Das Gebäude in der Cobenzlgasse 24 stammt im Kern aus dem 18. Jahrhundert. Es besteht aus ein- und zweigeschoßigen Trakten mit beiderseitiger Tormauer. | BDA-Hist.: Q37723902 Status: Bescheid Stand der BDA-Liste: 2025-06-30 Name: Hauerhaus GstNr.: 95/2, 95/3, 97 Cobenzlgasse 24 |
| ja   | Datei hochladen | Miethaus HERIS-ID: 112822 Objekt-ID: 131044seit 2019                                                                         | Cobenzlgasse 25 Standort KG: Grinzing                                   | Das Wohnhaus ist mit 1896 bezeichnet. | BDA-Hist.: Q105087733 Status: Bescheid Stand der BDA-Liste: 2025-06-30 Name: Miethaus GstNr.: 39/2 |
| ja   | Datei hochladen | Hauerhaus HERIS-ID: 41413 Objekt-ID: 41897                                                                                   | Cobenzlgasse 26 Standort KG: Grinzing                                   | Der spätgotische Hauerhof wurde im 16. Jahrhundert erbaut und gelangte 1572 in den Besitz der Jesuiten. | BDA-Hist.: Q38000350 Status: Bescheid Stand der BDA-Liste: 2025-06-30 Name: Hauerhaus GstNr.: 92 Cobenzlgasse 26 |
| ja   | Datei hochladen | Hauerhaus HERIS-ID: 99993 Objekt-ID: 116170seit 2019                                                                         | Cobenzlgasse 27 Standort KG: Grinzing                                   | Dieses Hauerhaus ist im Gegensatz zu den meisten Häusern dieses Verbandes zweigeschoßig. | BDA-Hist.: Q105087902 Status: Bescheid Stand der BDA-Liste: 2025-06-30 Name: Hauerhaus GstNr.: 43 |
| ja   | Datei hochladen | Hauerhaus HERIS-ID: 97804 Objekt-ID: 113668seit 2019                                                                         | Cobenzlgasse 29 Standort KG: Grinzing                                   | Das Hauerhaus gehört zu einem Verband eingeschoßiger Häuser aus dem 17. bis 19. Jahrhundert. | BDA-Hist.: Q105088050 Status: Bescheid Stand der BDA-Liste: 2025-06-30 Name: Hauerhaus GstNr.: 45 Cobenzlgasse 29 |
| ja   | Datei hochladen | Ansitz, Trummelhof HERIS-ID: 41414 Objekt-ID: 41898                                                                          | Cobenzlgasse 30 Standort KG: Grinzing                                   | Der Trummelhof war ein Ansitz, der vom 13. bis zum 15. Jahrhundert ein Lehen der Herren von Grinzing war. Der im Kern hochmittelalterliche Bau diente ab 1835 als Brauhaus. | BDA-Hist.: Q38000362 Status: Bescheid Stand der BDA-Liste: 2025-06-30 Name: Ansitz, Trummelhof GstNr.: 87/1 Trummelhof |
| ja   | Datei hochladen | Wegkapelle hl. Johannes Nepomuk HERIS-ID: 97701 Objekt-ID: 113517                                                            | bei Cobenzlgasse 30 Standort KG: Grinzing                               | Die barocke Wegkapelle entstand Mitte des 18. Jahrhunderts über rechteckigem Grundriss. Sie besitzt Bogenfenster, einen offenen Korbbogen und ein verschindeltes Pyramidendach. Die Steinfigur des Johannes Nepomuk aus der Bauzeit ist von Putti und Cherubsköpfchen umrahmt. | BDA-Hist.: Q37770236 Status: Bescheid Stand der BDA-Liste: 2025-06-30 Name: Wegkapelle hl. Johannes Nepomuk GstNr.: 1166/7 Johann-Nepomuk-Kapelle, Grinzing |
| ja   | Datei hochladen | Hauerhaus HERIS-ID: 97806 Objekt-ID: 113671seit 2019                                                                         | Cobenzlgasse 31 Standort KG: Grinzing                                   | Das Haus stammt im Kern aus der Zeit um 1700. | BDA-Hist.: Q105089401 Status: Bescheid Stand der BDA-Liste: 2025-06-30 Name: Hauerhaus GstNr.: 47 Cobenzlgasse 31 |
| ja   | Datei hochladen | Lößhof, ehem. Wirtschaftshof des Stifts St. Pölten HERIS-ID: 48959 Objekt-ID: 52537seit 2019                                 | Cobenzlgasse 33 Standort KG: Grinzing                                   | Die zweigeschoßige Anlage mit geknickter Straßenfront und turmartigem Mittelteil stammt im Kern möglicherweise aus dem Spätmittelalter und wurde in der Folgezeit mehrmals umgebaut. | BDA-Hist.: Q105089633 Status: Bescheid Stand der BDA-Liste: 2025-06-30 Name: Lößhof, ehem. Wirtschaftshof des Stifts St. Pölten GstNr.: 48, 49 |
| ja   | Datei hochladen | Ehem. „Schwimm-, Luft- und Sonnenbad“ HERIS-ID: 112823 Objekt-ID: 131045seit 2019                                            | Cobenzlgasse 35 Standort KG: Grinzing                                   | Der Kern des eingeschoßigen Hauses stammt aus dem 18. Jahrhundert. | BDA-Hist.: Q105089658 Status: Bescheid Stand der BDA-Liste: 2025-06-30 Name: ehem. „Schwimm-, Luft- und Sonnenbad“ GstNr.: 52/2 |
| ja   | Datei hochladen | Gasthaus/Heuriger und Weingut Müller HERIS-ID: 48963 Objekt-ID: 52544seit 2019                                               | Cobenzlgasse 36, 38 Standort KG: Grinzing                               | Dieses Haus entspricht der dörflichen Bebauung des Grinzinger Ortskerns. | BDA-Hist.: Q105089677 Status: Bescheid Stand der BDA-Liste: 2025-06-30 Name: Gasthaus/Heuriger und Weingut Müller GstNr.: 82, 83 |
| ja   | Datei hochladen | Wohnhaus, sog. Bürgermeisterhaus, ehem. Hauerhaus HERIS-ID: 112818 Objekt-ID: 131040seit 2019                                | Cobenzlgasse 40 Standort KG: Grinzing                                   | Das eingeschoßige traufständige Wohnhaus stammt im Kern aus dem 18. Jahrhundert. | BDA-Hist.: Q105089687 Status: Bescheid Stand der BDA-Liste: 2025-06-30 Name: Wohnhaus, sog. Bürgermeisterhaus, ehem. Hauerhaus GstNr.: 78 Cobenzlgasse 40 |
| ja   | Datei hochladen | Nischenfigur hl. Johannes Nepomuk HERIS-ID: 41415 Objekt-ID: 41899                                                           | Cobenzlgasse 41 Standort KG: Grinzing                                   | In dieser originellen Darstellung aus dem 18. Jahrhundert ist der Heilige Johannes Nepomuk ohne Attribute auf einem runden, geschwungenen Sockel dargestellt, der ein Relief seines Brückensturzes zeigt. | BDA-Hist.: Q38000372 Status: Bescheid Stand der BDA-Liste: 2025-06-30 Name: Nischenfigur hl. Johannes Nepomuk GstNr.: 833/2 |
| ja   | Datei hochladen | Wohnhaus, Feilerhof HERIS-ID: 41416 Objekt-ID: 41900                                                                         | Cobenzlgasse 42 Standort KG: Grinzing                                   | Der Feilerhof diente bis 1847 als Casino und war im Besitz des Franz Xaver Feiler. Das zweigeschoßige Gebäude selbst entstand im zweiten Drittel des 19. Jahrhunderts. | BDA-Hist.: Q38000392 Status: Bescheid Stand der BDA-Liste: 2025-06-30 Name: Wohnhaus, Feilerhof GstNr.: 75 Feilerhof |
| ja   | Datei hochladen | Wohnhaus HERIS-ID: 97809 Objekt-ID: 113675seit 2020                                                                          | Cobenzlgasse 46 Standort KG: Grinzing                                   | Hinter einem älteren eingeschoßigen Straßentrakt befindet sich ein Anbau aus dem 3. Viertel des 19. Jahrhunderts. Dieser ist dreiteilig mit Walmdach am Mitteltrakt und frühhistoristischem Dekor. | BDA-Hist.: Q105089709 Status: Bescheid Stand der BDA-Liste: 2025-06-30 Name: Wohnhaus GstNr.: 65, 66, 67/4 Cobenzlgasse 46 |
| ja   | Datei hochladen | Wohnhaus, ehem. Hauerhaus und Heuriger „Maritant“ HERIS-ID: 99891 Objekt-ID: 116066seit 2019                                 | Cobenzlgasse 48 Standort KG: Grinzing                                   | Das Haus gehört zu einem Verband eingeschoßiger Häuser aus dem 17. bis 19. Jahrhundert. | BDA-Hist.: Q105089733 Status: Bescheid Stand der BDA-Liste: 2025-06-30 Name: Wohnhaus, ehem. Hauerhaus und Heuriger "Maritant" GstNr.: 61 |
| ja   | Datei hochladen | Wohnhaus, ehem. Hauerhaus HERIS-ID: 112821 Objekt-ID: 131043seit 2019                                                        | Cobenzlgasse 50 Standort KG: Grinzing                                   | Das Haus gehört zu einem Verband eingeschoßiger Häuser aus dem 17. bis 19. Jahrhundert. | BDA-Hist.: Q105089748 Status: Bescheid Stand der BDA-Liste: 2025-06-30 Name: Wohnhaus, ehem. Hauerhaus GstNr.: 60 Cobenzlgasse 50 |
| ja   | Datei hochladen | Feuerwache der Stadt Wien HERIS-ID: 48965 Objekt-ID: 52546                                                                   | Cobenzlgasse 63 Standort KG: Grinzing                                   | Der im Stil der Zwischenkriegszeit entstandene Wachebau wurde nach Plänen der damaligen Magistratsabteilung 22 und des Architekten Konstantin Peller errichtet und am 24. November 1929 bezogen. 1991/92 erfolgte eine Generalsanierung, dabei wurden die zwei Ausfahrtstore durch ein achtflügeliges Automatiktor ersetzt. | BDA-Hist.: Q38032565 Status: § 2a Stand der BDA-Liste: 2025-06-30 Name: Feuerwache der Stadt Wien GstNr.: 852 Feuerwache Grinzing |
| ja   | Datei hochladen | Haus Hock HERIS-ID: 41417 Objekt-ID: 41901                                                                                   | Cobenzlgasse 71 Standort KG: Grinzing                                   | Das Haus Hock war der erste Villenbau der Architektengemeinschaft Oskar Wlach und Oskar Strnad. Die zwischen 1910 und 1912 erbaute Villa besitzt eine seitliche Terrasse mit neoklassizistischem Säulenportikus. | BDA-Hist.: Q38000403 Status: Bescheid Stand der BDA-Liste: 2025-06-30 Name: Haus Hock GstNr.: 865/4 Haus Hock |
| ja   | Datei hochladen | Kath. Pfarrkirche, Kaasgrabenkirche Mariae Schmerzen HERIS-ID: 48969 Objekt-ID: 52551                                        | Ettingshausengasse 1 Standort KG: Grinzing                              | Diese neobarocke Kirche wurde 1909/10 an Stelle einer Wallfahrtskapelle von Franz Kupka und Gustav Orglmeister gebaut. Die Kirche liegt am Ende einer aufwändigen hufeisenförmigen Treppenanlage. Der Bau selbst hat einen eingezogenen Chor mit Walmdach, die dreiachsige Turmfront ist mit ionischen Pilastern gegliedert. Das Innere wird von einem tonnengewölbten Saalraum mit barocken Formen gebildet. Die Einrichtung stammt aus der Bauzeit. | BDA-Hist.: Q1312815 Status: § 2a Stand der BDA-Liste: 2025-06-30 Name: Kath. Pfarrkirche, Kaasgrabenkirche Mariae Schmerzen GstNr.: 436/2, 438/2, 436/3 Kaasgrabenkirche |
| ja   | Datei hochladen | Miethaus HERIS-ID: 112809 Objekt-ID: 131031seit 2019                                                                         | Feilergasse 5 Standort KG: Grinzing                                     | Das Eckhaus stammt aus dem Jahr 1905 von Joseph Löwitsch. Anmerkung: Identadresse Himmelstraße 18 | BDA-Hist.: Q105089833 Status: Bescheid Stand der BDA-Liste: 2025-06-30 Name: Miethaus GstNr.: 25/3 |
| ja   | Datei hochladen | Haus Lemberger HERIS-ID: 41431 Objekt-ID: 41915                                                                              | Grinzinger Allee 50, 52 Standort KG: Grinzing                           | Das Haus Lemberger wurde 1913/14 vom Wagner-Schüler Jan Kotěra erbaut und ist dessen einziges Werk in Wien. Das Haus besteht aus mehreren selbständigen Bauten, die um einen Ehrenhof gruppiert sind. Die Fassade ist in einem expressionistischen Stil gehalten, wie er sich in Wien erst später durchsetzen konnte. Das Obergeschoß ist mit ockerfarbenen Klinkern verkleidet, was ihm einen mansardenartigen Charakter verleiht. | BDA-Hist.: Q38000549 Status: Bescheid Stand der BDA-Liste: 2025-06-30 Name: Haus Lemberger GstNr.: 459 Haus Lemberger |
| ja   | Datei hochladen | Kommunaler Wohnbau, Julius-Deutsch-Hof samt Kunst-am-Bau HERIS-ID: 48944 Objekt-ID: 52520 Wiener Wohnen: 223                 | Grinzinger Allee 54 Standort KG: Grinzing                               | Der kommunale Wohnbau wurde 1952/53 von Rudolf Eisler und Carl Wilhelm Schmidt erbaut. Die Kunstobjekte bestehen aus dem Natursteinrelief Familie von Alfons Loner und einen Brunnen mit Figuren von Affen und Schildkröten von Hubert Wilfan. | BDA-Hist.: Q1418361 Status: § 2a Stand der BDA-Liste: 2025-06-30 Name: Kommunaler Wohnbau, Julius-Deutsch-Hof samt Kunst-am-Bau GstNr.: 461/4 Julius-Deutsch-Hof |
| ja   | Datei hochladen | Hotel "Grinzinger Hof", ehem. Wirts- und Wohnhaus HERIS-ID: 112804 Objekt-ID: 131025seit 2019                                | Grinzinger Allee 86 Standort KG: Grinzing                               | Das zweigeschoßige Haus mit Walmdach stammt aus dem zweiten Viertel des 19. Jahrhunderts, hat allerdings einen älteren Kern. | BDA-Hist.: Q105089863 Status: Bescheid Stand der BDA-Liste: 2025-06-30 Name: Hotel "Grinzinger Hof", ehem. Wirts- und Wohnhaus GstNr.: 180 |
| ja   | Datei hochladen | Wohnhausanlage der Gemeinde Wien HERIS-ID: 97777 Objekt-ID: 113628 Wiener Wohnen: 1368                                       | Grinzinger Straße 2 Standort KG: Grinzing                               | Diese Wohnhausanlage wurde 1955–1957 von Hans Steineder erbaut. Es handelt sich um zwei getrennte Baukörper, deren Aussehen mit genutetem Sockelgeschoß, Risaliten und Schopfwalmdächern relativ konservativ und an die umgebende Villengegend angepasst ist. | BDA-Hist.: Q37770431 Status: § 2a Stand der BDA-Liste: 2025-06-30 Name: Wohnhausanlage der Gemeinde Wien GstNr.: 187/4, 187/14, 187/13 Wohnhausanlage Grinzinger Straße 2 |
| ja   | Datei hochladen | Ehem. Winzerhaus HERIS-ID: 87506 Objekt-ID: 101923                                                                           | Grinzinger Straße 17 Standort KG: Grinzing                              | Das teilweise unter Denkmalschutz stehende eingeschoßige, traufständige ehemalige Winzerhaus stammt im Kern aus dem frühen 19. Jahrhundert. Es war dem Verfall preisgegeben und 2013 zum „Schandfleck“ verkommen. Später wurde es saniert und das Haus bekam einen neuen Dachstuhl mit Mansardenwohnungen und Kaminen. | BDA-Hist.: Q37720106 Status: Bescheid Stand der BDA-Liste: 2025-06-30 Name: Ehem. Winzerhaus GstNr.: 157 |
| ja   | Datei hochladen | Wohnhaus Kramreiter und Einfriedung HERIS-ID: 110699 Objekt-ID: 128419seit 2012                                              | Grinzinger Straße 37 Standort KG: Grinzing                              | Das Haus wurde 1938/39 von Robert Kramreiter erbaut und von 2013 bis 2015 saniert. | BDA-Hist.: Q37820256 Status: Bescheid Stand der BDA-Liste: 2025-06-30 Name: Wohnhaus Kramreiter und Einfriedung GstNr.: 575/70, 575/16 |
| ja   | Datei hochladen | Kunst-am-Bau, Figuren und Keramikreliefs (Anton Proksch-Hof, Grinzinger Anteil) HERIS-ID: 99213 Objekt-ID: 115313            | Grinzinger Straße 54 Standort KG: Grinzing                              | Im Anton-Proksch-Hof befinden sich die folgenden Kunstobjekte: Kunststeinplastik Löwenpaar (Herbert Schwarz, 1954), Spielplastik Rutsche (Josef Schagerl, 1955–1957), Spielplastik Fuchs (Walter Leitner, 1954/55), vier Majolikareliefs Orientierungspläne (Hubert Wilfan, 1955–1959), Mosaikwandbild Arbeit im Weingarten (Hilde Prinz, 1955/56), Sgraffitobild Sonne und Tierkreiszeichen (Richard Exler, 1955–1957), Plastik Mutter und Kind (Erich Pieler, 1955–1960). Dazu gehören auch folgende Mosaik-Hauszeichen: Tempelhupfen, Bub und Schneemann (Roman Haller, 1954/55), Kinderfreibad, Schule, Spielende Kinder (Mea Bratusch, 1954), Spielende Kinder (drei Mosaike, Luka Bojin, 1954/55), Drachensteigen, Spielende Kinder (Marianne Neugebauer, 1954), Spielende Kinder (Herbert Schütz, 1954). Anmerkung: Liegt größtenteils in der KG Unterdöbling               | BDA-Hist.: Q64031961 Status: § 2a Stand der BDA-Liste: 2025-06-30 Name: Kunst-am-Bau, Figuren und Keramikreliefs (Anteil KG Grinzing) GstNr.: 511/5 Kunst am Bau, Anton-Proksch-Hof                                                                                                 |
| ja   | Datei hochladen | Habsburgwarte HERIS-ID: 41442 Objekt-ID: 41927                                                                               | Hermannskogel Standort KG: Grinzing                                     | Die Aussichtswarte wurde 1888 von Franz von Neumann erbaut. Sie ist im Stil einer Burg mit Bossenquadern, Erker und Zinnenkranz erbaut. Bemerkenswert ist das Schmiedeeisengitter. | BDA-Hist.: Q1567009 Status: Bescheid Stand der BDA-Liste: 2025-06-30 Name: Habsburgwarte GstNr.: 1184/2 Habsburgwarte |
| ja   | Datei hochladen | Wohn- und Geschäftshaus, ehem. Hauerhaus HERIS-ID: 112807 Objekt-ID: 131028seit 2019                                         | Himmelstraße 2 Standort KG: Grinzing                                    | Das Haus entspricht der dörflichen Bebauung Grinzings aus dem 16.–18. Jahrhundert. Anmerkung: Identadresse Cobenzlgasse 1 | BDA-Hist.: Q105097720 Status: Bescheid Stand der BDA-Liste: 2025-06-30 Name: Wohn- und Geschäftshaus, ehem. Hauerhaus GstNr.: 110, 105/2 |
| ja   | Datei hochladen | Hauerhaus HERIS-ID: 93908 Objekt-ID: 109022                                                                                  | Himmelstraße 3 Standort KG: Grinzing                                    | Das Haus stammt im Kern aus dem 17./18. Jahrhundert und wurde Anfang des 19. Jahrhunderts umgebaut. | BDA-Hist.: Q37763147 Status: Bescheid Stand der BDA-Liste: 2025-06-30 Name: Hauerhaus GstNr.: 198/1 Himmelstraße 3 (Vienna) |
| ja   | Datei hochladen | Kirchenstöckl, ehem. Badestube HERIS-ID: 112519 Objekt-ID: 130725seit 2017                                                   | Himmelstraße 4 Standort KG: Grinzing                                    | Die ehemalige Badestube in der Angermitte stammt aus dem 17. – 18. Jahrhundert. Die eingemauerte steinerne Türrahmung ist mit 1758 bezeichnet. | BDA-Hist.: Q37831470 Status: Bescheid Stand der BDA-Liste: 2025-06-30 Name: Kirchenstöckl, ehem. Badestube GstNr.: 8 Himmelstraße 4, Vienna |
| ja   | Datei hochladen | Straßenbahn-Endstation mit Verwaltungs- und Wohnbauten HERIS-ID: 48961 Objekt-ID: 52540                                      | Himmelstraße 5 Standort KG: Grinzing                                    | Das Gebäude wurde 1914/15 erbaut. Es ist in Formen des Heimatstils gehalten, die zweiachsige Durchfahrt weist Stichkappentonnengewölbe auf Pfeilern auf, die hinteren Teile haben ein Vordach auf Eisenständern. Anmerkung: Identadresse Straßergasse 4 | BDA-Hist.: Q38032555 Status: Bescheid Stand der BDA-Liste: 2025-06-30 Name: Straßenbahn-Endstation mit Verwaltungs- und Wohnbauten GstNr.: 200/2 Himmelstraße 5 (Vienna) |
| ja   | Datei hochladen | Wohnhaus, ehem. Heuriger HERIS-ID: 84674 Objekt-ID: 98815seit 2019                                                           | Himmelstraße 7 Standort KG: Grinzing                                    | Das Haus stammt im Kern wohl aus dem 16./17. Jahrhundert. In der stichkappentonnengewölbten Einfahrt befindet sich eine Nische mit einer spätgotischen Madonnenfigur. | BDA-Hist.: Q105097810 Status: Bescheid Stand der BDA-Liste: 2025-06-30 Name: Wohnhaus, ehem. Heuriger GstNr.: 203 Himmelstraße 7 |
| ja   | Datei hochladen | Wohnhaus HERIS-ID: 91360 Objekt-ID: 106121                                                                                   | Himmelstraße 9 Standort KG: Grinzing                                    | Das zweigeschoßige Haus mit Walmdach stammt aus Ende des 18. Jahrhunderts und wurde im 19. Jahrhundert umgebaut. In einer Nische befindet sich eine Nepomukfigur. | BDA-Hist.: Q37754650 Status: Bescheid Stand der BDA-Liste: 2025-06-30 Name: Wohnhaus GstNr.: 204 Himmelstraße 9 (Vienna) |
| ja   | Datei hochladen | Pöltingerhof HERIS-ID: 41443 Objekt-ID: 41928                                                                                | Himmelstraße 11 Standort KG: Grinzing                                   | Es handelt sich um einen ehemaligen Stiftshof des Chorherrenstiftes St. Pölten, der im Kern aus dem 17. Jahrhundert stammt und später mehrfach umgebaut wurde. Er besteht aus einem zweigeschoßigen Hauptgebäude mit Stichkappentonnengewölbe im Erdgeschoß und einem Tortrakt mit gebändertem Rundbogenportal und sekundär angebrachtem Wappenrelief. | BDA-Hist.: Q38000632 Status: Bescheid Stand der BDA-Liste: 2025-06-30 Name: Pöltingerhof GstNr.: 206 Himmelstraße 11 (Vienna) |
| ja   | Datei hochladen | Wohnhaus HERIS-ID: 91484 Objekt-ID: 106270                                                                                   | Himmelstraße 13 Standort KG: Grinzing                                   | Das Wohnhaus ist ein ehemaliger Wirtschaftsbau bzw. Bäckerei des Pöltinger Hofs mit gotisierendem Fassadendekor aus dem dritten Viertel des 19. Jahrhunderts. | BDA-Hist.: Q37755738 Status: Bescheid Stand der BDA-Liste: 2025-06-30 Name: Wohnhaus GstNr.: 207/1 Himmelstraße 13 (Vienna) |
| ja   | Datei hochladen | Wohnhaus HERIS-ID: 91481 Objekt-ID: 106267                                                                                   | Himmelstraße 15 Standort KG: Grinzing                                   | Die Fassade des Wohnhauses stammt aus dem Ende des 19. Jahrhunderts, die Einfahrt aus dem Ende des 18. Jahrhunderts. | BDA-Hist.: Q37755630 Status: Bescheid Stand der BDA-Liste: 2025-06-30 Name: Wohnhaus GstNr.: 209 Himmelstraße 15 (Vienna) |
| ja   | Datei hochladen | Wohnhaus HERIS-ID: 99782 Objekt-ID: 115944seit 2019                                                                          | Himmelstraße 17 Standort KG: Grinzing                                   | Das Haus mit breiter stichkappentonnengewölbter Einfahrt stammt aus dem 18. Jahrhundert, die strenghistoristische Fassade aus dem dritten Viertel des 19. Jahrhunderts. | BDA-Hist.: Q105098092 Status: Bescheid Stand der BDA-Liste: 2025-06-30 Name: Wohnhaus GstNr.: 211 |
| ja   | Datei hochladen | Hauerhaus „Zum Berger“ HERIS-ID: 112806 Objekt-ID: 131027seit 2019                                                           | Himmelstraße 19 Standort KG: Grinzing                                   | Der Winzerhof stammt aus der Zeit um 1800 und wurde in der zweiten Hälfte des 19. Jahrhunderts umgebaut. | BDA-Hist.: Q105098178 Status: Bescheid Stand der BDA-Liste: 2025-06-30 Name: Hauerhaus "Zum Berger" GstNr.: 215 Heuriger Zum Berger |
| ja   | Datei hochladen | Hauerhaus HERIS-ID: 112811 Objekt-ID: 131033seit 2019                                                                        | Himmelstraße 20 Standort KG: Grinzing                                   | Das Haus gehört zum dörflichen Ortskern. | BDA-Hist.: Q105098222 Status: Bescheid Stand der BDA-Liste: 2025-06-30 Name: Hauerhaus GstNr.: 245/1 |
| ja   | Datei hochladen | Bäckerhaus HERIS-ID: 41444 Objekt-ID: 41929                                                                                  | Himmelstraße 21 Standort KG: Grinzing                                   | Das Bäckerhaus ist ein zweigeschoßiger, spätgotischer Bau mit geknickter Front und Flacherker aus der Zeit um 1500. Das Rundbogentor stammt aus dem 18. Jahrhundert, die im Hof angelegte Freitreppe mit offener Pawlatsche aus der Zeit um 1800. | BDA-Hist.: Q38000640 Status: Bescheid Stand der BDA-Liste: 2025-06-30 Name: Bäckerhaus GstNr.: 216 Himmelstraße 21 (Vienna) |
| ja   | Datei hochladen | Wohnhaus, ehem. Hauerhaus HERIS-ID: 112810 Objekt-ID: 131032seit 2019                                                        | Himmelstraße 22 Standort KG: Grinzing                                   | Das Haus ist eingeschoßig und traufständig, es stammt aus der Zeit nach 1819. | BDA-Hist.: Q105098238 Status: Bescheid Stand der BDA-Liste: 2025-06-30 Name: Wohnhaus, ehem. Hauerhaus GstNr.: 244 |
| ja   | Datei hochladen | Kath. Pfarrkirche Hl. Kreuz und Kirchhof HERIS-ID: 48971 Objekt-ID: 52553                                                    | Himmelstraße 23 Standort KG: Grinzing                                   | Diese spätgotische Saalkirche mit 5/8-Schluss und nordöstlich anschließenden Turm mit barockem Zwiebelhelm stammt aus dem dritten Viertel des 15. Jahrhunderts. Die Außenmauer wird durch abgetreppte Strebepfeiler und zweibahnigen Fenster akzentuiert, das Satteldach ist am Chor abgewalmt. Die querrechteckigen Langhausjoche sind kreuzrippengewölbt mit Scheibenschlusssteinen, die Gurtbögen enden in halbrunden Diensten. Die Orgelempore ist von einer spätgotischen Maßwerkbrüstung begrenzt. Die Einrichtung stammt größtenteils aus dem 18., die Glasmalereien aus dem 19. Jahrhundert. | BDA-Hist.: Q1546998 Status: Bescheid Stand der BDA-Liste: 2025-06-30 Name: Kath. Pfarrkirche Hl. Kreuz und Kirchhof GstNr.: 1 Grinzing Parish Church |
| ja   | Datei hochladen | Ehem. Wohnhaus Wessely/Hörbiger/ehem. Villa Halbmayr, „Theater am Himmel“ HERIS-ID: 108753 Objekt-ID: 126269seit 2019        | Himmelstraße 24 Standort KG: Grinzing                                   | Hinter dem traufständigen Wohnhaus mit Fassade aus der zweiten Hälfte des 19. Jahrhunderts befindet sich ein Haus im Schweizerstil aus Anfang des 20. Jahrhunderts. Es war später das Wohnhaus der Schauspielerfamilie Hörbiger/Wessely, Maresa Hörbiger betreibt hier ein Sommertheater. | BDA-Hist.: Q105098371 Status: Bescheid Stand der BDA-Liste: 2025-06-30 Name: Ehem. Wohnhaus Wessely/Hörbiger/ehem. Villa Halbmayr, "Theater am Himmel" GstNr.: 249 |
| ja   | Datei hochladen | Pfarrhof HERIS-ID: 41445 Objekt-ID: 41930                                                                                    | Himmelstraße 25 Standort KG: Grinzing                                   | Der Pfarrhof wurde wahrscheinlich unter Verwendung älterer Bauteile 1783 erbaut. Es ist ein breitgelagerter zweigeschoßiger Bau mit Rahmen- und Plattengliederung. Die beiden Seitenportale sind von Vasenaufsätzen flankiert und mit Wappenkartuschen überhöht. | BDA-Hist.: Q38000663 Status: Bescheid Stand der BDA-Liste: 2025-06-30 Name: Pfarrhof GstNr.: 4 Pfarrhof Grinzing |
| ja   | Datei hochladen | Glashaus HERIS-ID: 112984 Objekt-ID: 131209seit 2019                                                                         | Himmelstraße 25 Standort KG: Grinzing                                   | | BDA-Hist.: Q105098397 Status: Bescheid Stand der BDA-Liste: 2025-06-30 Name: Glashaus GstNr.: 2 |
| ja   | Datei hochladen | Wohnhaus, Bauernhaus HERIS-ID: 48964 Objekt-ID: 52545                                                                        | Himmelstraße 27 Standort KG: Grinzing                                   | Das ehemalige Bauernhaus mit Hof entstand im 18. Jahrhundert. | BDA-Hist.: Q38032560 Status: Bescheid Stand der BDA-Liste: 2025-06-30 Name: Wohnhaus, Bauernhaus GstNr.: 220 Himmelstraße 27 (Vienna) |
| ja   | Datei hochladen | Hauerhaus, Torbau und unterkellerte Seitentrakte HERIS-ID: 66494 Objekt-ID: 79378                                            | Himmelstraße 29 Standort KG: Grinzing                                   | Das im Kern aus dem 16. Jahrhundert stammende Hauerhaus wurde in der zweiten Hälfte des 18. Jahrhunderts umgebaut. An der Fassade befindet sich eine Gedenktafel für den Komponisten Sepp Fellner. | BDA-Hist.: Q38113128 Status: Bescheid Stand der BDA-Liste: 2025-06-30 Name: Hauerhaus, Torbau und unterkellerte Seitentrakte GstNr.: 221 Himmelstraße 29 (Vienna) |
| ja   | Datei hochladen | Wohn- und Ateliergebäude Malerakademie Delug HERIS-ID: 41446 Objekt-ID: 41931                                                | Himmelstraße 30 Standort KG: Grinzing                                   | Die ehemalige Malerakademie Alois Delug wurde in den Jahren 1910/11 vom Architekten Friedrich Ohmann erbaut. Der im späthistoristischen Stil erbaute dreigeschoßige Bau besitzt einen halbrunden, vorspringenden und mit Pilastern gegliederten Mittelrisaliten, der von einem glockenförmigen Dach gekrönt wird. Der umlaufende Balkon wird von toskanischen Säulen getragen. | BDA-Hist.: Q38000675 Status: Bescheid Stand der BDA-Liste: 2025-06-30 Name: Wohn- und Ateliergebäude Malerakademie Delug GstNr.: 257/3 |
| ja   | Datei hochladen | Hauerhaus HERIS-ID: 41447 Objekt-ID: 41932                                                                                   | Himmelstraße 31 Standort KG: Grinzing                                   | Der Winzerhof mit Kellergeschoß stammt aus dem 17. / Anfang 18. Jahrhundert. | BDA-Hist.: Q38000685 Status: Bescheid Stand der BDA-Liste: 2025-06-30 Name: Hauerhaus GstNr.: 226 Himmelstraße 31 (Vienna) |
| ja   | Datei hochladen | Wohnhaus HERIS-ID: 99781 Objekt-ID: 115942seit 2019                                                                          | Himmelstraße 33 Standort KG: Grinzing                                   | Das um 1900 entstandene Haus im Neobiedermeier-Stil mit Seitenerker hat möglicherweise einen älteren Kern. | BDA-Hist.: Q105098814 Status: Bescheid Stand der BDA-Liste: 2025-06-30 Name: Wohnhaus GstNr.: 229 |
| ja   | Datei hochladen | Hauerhaus HERIS-ID: 99780 Objekt-ID: 115941seit 2019                                                                         | Himmelstraße 35 Standort KG: Grinzing                                   | Das Haus mit geknickter Front stammt im Kern aus dem 16. Jahrhundert, das gerahmte Immaculata-Wandbild aus dem 18. Jahrhundert. | BDA-Hist.: Q105098916 Status: Bescheid Stand der BDA-Liste: 2025-06-30 Name: Hauerhaus GstNr.: 234 |
| ja   | Datei hochladen | Wohnhaus, Hauerhaus HERIS-ID: 99778 Objekt-ID: 115939seit 2019                                                               | Himmelstraße 37 Standort KG: Grinzing                                   | Der stattliche Hauerhof mit gestaffelter Front um einen vierseitigen Hof stammt aus dem 16. Jahrhundert. | BDA-Hist.: Q105098965 Status: Bescheid Stand der BDA-Liste: 2025-06-30 Name: Wohnhaus, Hauerhaus GstNr.: 233 |
| ja   | Datei hochladen | Wohnhaus HERIS-ID: 99779 Objekt-ID: 115940seit 2019                                                                          | Himmelstraße 39 Standort KG: Grinzing                                   | Das Haus stammt im Kern aus Anfang des 18. Jahrhunderts, die Fassade mit übergiebeltem Mittelrisaliten aus dem dritten Viertel des 19. Jahrhunderts. | BDA-Hist.: Q105099045 Status: Bescheid Stand der BDA-Liste: 2025-06-30 Name: Wohnhaus GstNr.: 238 |
| ja   | Datei hochladen | Miethaus HERIS-ID: 98281 Objekt-ID: 114182seit 2019                                                                          | Himmelstraße 41, 43 Standort KG: Grinzing                               | Das Miethaus mit Neoempire-Dekor wurde 1914 von Oskar Neumann erbaut. Der symmetrische Mittelteil wird in eine zweigeschoßige Loggienarkatur aufgelöst. | BDA-Hist.: Q105099114 Status: Bescheid Stand der BDA-Liste: 2025-06-30 Name: Miethaus GstNr.: 242/3, 242/5 Himmelstraße 41–43, Vienna |
| ja   | Datei hochladen | Höhenstraße HERIS-ID: 87182 Objekt-ID: 101570seit 2020                                                                       | Höhenstraße Standort KG: Grinzing                                       | Die Höhenstraße ist eine Aussichtsstraße zwischen Neuwaldegg und dem Kahlenberg. Sie wurde 1934/35 unter der Leitung von Erich Franz Leischner erbaut. Sie gilt als eines der Prestigeprojekte der damaligen Zeit und hatte nicht zuletzt den Zweck der Arbeitsbeschaffung in den Krisenjahren. | BDA-Hist.: Q105130467 Status: Bescheid Stand der BDA-Liste: 2025-06-30 Name: Höhenstraße GstNr.: 1108, 1109/2, 1120/1, 1211/3, 1019/2, 1022/2, 1109/3, 1165/4, 1195, 1005, 1006/1, 1008, 1196/2 Höhenstraße, Vienna                                                                 |
| ja   | Datei hochladen | Wasserbehälter Hungerberg samt Schieberkammer HERIS-ID: 16529 Objekt-ID: 12794                                               | Hungerbergstraße Standort KG: Grinzing                                  | Zwischen 1908/10 vom Wiener Stadtbauamt als Teil der 2. Wiener Hochquellenwasserleitung erbaut. | BDA-Hist.: Q37817893 Status: Bescheid Stand der BDA-Liste: 2025-06-30 Name: Wasserbehälter Hungerberg samt Schieberkammer GstNr.: 453/16 Wasserbehälter Hungerberg |
| ja   | Datei hochladen | Haus Botstieber HERIS-ID: 41456 Objekt-ID: 41941                                                                             | Kaasgrabengasse 30 Standort KG: Grinzing                                | Das Wohnhaus des Musikwissenschaftlers Hugo Botstiber gehört zu der 1913 nach Plänen des Architekten Josef Hoffmann errichteten Kaasgrabenkolonie | BDA-Hist.: Q38000766 Status: Bescheid Stand der BDA-Liste: 2025-06-30 Name: Haus Botstieber GstNr.: 450/37 Kaasgrabengasse 30-32 |
| ja   | Datei hochladen | Haus Hertzka HERIS-ID: 41457 Objekt-ID: 41942                                                                                | Kaasgrabengasse 32 Standort KG: Grinzing                                | Das Wohnhaus des Musikverlegers Emil Hertzka und seiner Ehefrau, der Frauenrechtlerin Jella Hertzka, gehört zu der 1913 nach Plänen des Architekten Josef Hoffmann errichteten Kaasgrabenkolonie. | BDA-Hist.: Q38000777 Status: Bescheid Stand der BDA-Liste: 2025-06-30 Name: Haus Hertzka GstNr.: 450/36 Kaasgrabengasse 30-32 |
| ja   | Datei hochladen | Haus Drucker HERIS-ID: 41458 Objekt-ID: 41943                                                                                | Kaasgrabengasse 36 Standort KG: Grinzing                                | Das Wohnhaus gehört zu der 1913 nach Plänen des Architekten Josef Hoffmann errichteten Kaasgrabenkolonie. | BDA-Hist.: Q38000789 Status: Bescheid Stand der BDA-Liste: 2025-06-30 Name: Haus Drucker GstNr.: 450/35 Kaasgrabengasse 36-38 |
| ja   | Datei hochladen | Haus Wellesz HERIS-ID: 41459 Objekt-ID: 41944                                                                                | Kaasgrabengasse 38 Standort KG: Grinzing                                | Das Wohnhaus des Komponisten Egon Wellesz gehört zu der 1913 nach Plänen des Architekten Josef Hoffmann errichteten Kaasgrabenkolonie. | BDA-Hist.: Q38000802 Status: Bescheid Stand der BDA-Liste: 2025-06-30 Name: Haus Wellesz GstNr.: 450/34 Kaasgrabengasse 36-38 |
| ja   | Datei hochladen | Wohnhaus HERIS-ID: 112985 Objekt-ID: 131210seit 2019                                                                         | Krapfenwaldgasse 2 Standort KG: Grinzing                                | Die Zeile eingeschoßiger traufständiger Wohnhäuser stammt im Kern aus der Zeit nach 1800. | BDA-Hist.: Q105104577 Status: Bescheid Stand der BDA-Liste: 2025-06-30 Name: Wohnhaus GstNr.: 73/1 |
| ja   | Datei hochladen | Wohnhaus, ehem. Hauerhaus „Lier-Haus“ HERIS-ID: 112986 Objekt-ID: 131211seit 2019                                            | Krapfenwaldgasse 4 Standort KG: Grinzing                                | Die Zeile eingeschoßiger traufständiger Wohnhäuser stammt im Kern aus der Zeit nach 1800. | BDA-Hist.: Q105104647 Status: Bescheid Stand der BDA-Liste: 2025-06-30 Name: Wohnhaus, ehem. Hauerhaus "Lier-Haus" GstNr.: 71 Krapfenwaldgasse 4 |
| ja   | Datei hochladen | Wohnhaus, ehem. Hauerhaus HERIS-ID: 112987 Objekt-ID: 131212seit 2019                                                        | Krapfenwaldgasse 6 Standort KG: Grinzing                                | Die Zeile eingeschoßiger traufständiger Wohnhäuser stammt im Kern aus der Zeit nach 1800. | BDA-Hist.: Q105104702 Status: Bescheid Stand der BDA-Liste: 2025-06-30 Name: Wohnhaus, ehem. Hauerhaus GstNr.: 70/2 |
| ja   | Datei hochladen | Wohnhaus HERIS-ID: 112988 Objekt-ID: 131213seit 2019                                                                         | Krapfenwaldgasse 6a Standort KG: Grinzing                               | Die Zeile eingeschoßiger Wohnhäuser stammt im Kern aus der Zeit nach 1800, dieses Haus ist als einziges giebelständig. | BDA-Hist.: Q105104747 Status: Bescheid Stand der BDA-Liste: 2025-06-30 Name: Wohnhaus GstNr.: 70/1 |
| ja   | Datei hochladen | Wohnhaus HERIS-ID: 112989 Objekt-ID: 131214seit 2019                                                                         | Krapfenwaldgasse 8 Standort KG: Grinzing                                | Die Zeile eingeschoßiger traufständiger Wohnhäuser stammt im Kern aus der Zeit nach 1800. Die Fassade dieses Hauses wurde später strenghistoristisch verändert. | BDA-Hist.: Q105104792 Status: Bescheid Stand der BDA-Liste: 2025-06-30 Name: Wohnhaus GstNr.: 69 |
| ja   | Datei hochladen | Sommerbad Krapfenwaldl HERIS-ID: 45305 Objekt-ID: 46569                                                                      | Krapfenwaldgasse 65-73 Standort KG: Grinzing                            | Nachdem Josef Pürzl 1910/11 ein Volksrestaurant errichtet hatte, wurde das Gebäude 1923 als Eingangs- und Kabinentrakt in das neu errichtete städtische Freibad miteinbezogen. Der zweigeschoßige Bauteil wurde in asymmetrischer Heimatstilform erbaut und verfügt über einen Natursteinsockel, Risalitgliederung und große Fenster. | BDA-Hist.: Q1786647 Status: Bescheid Stand der BDA-Liste: 2025-06-30 Name: Sommerbad Krapfenwaldl GstNr.: 968/1 Krapfenwaldlbad |
| ja   | Datei hochladen | Dreifaltigkeitssäule HERIS-ID: 41078 Objekt-ID: 41447                                                                        | Ecke Langackergasse/Sandgasse Standort KG: Grinzing                     | Die Dreifaltigkeitssäule in der Langacker- bzw. Sandgasse wurde 1969 hierher versetzt. Ursprünglich befand sie sich am Laaer Berg, danach am Schwendermarkt und bei der Brücke über den Seeschlachtgraben in Kaiserebersdorf. Die Säule aus dem Ende des 17. Jahrhunderts verfügt über eine beidseitig analog reliefierte Dreifaltigkeitsgruppe. | BDA-Hist.: Q37998006 Status: Bescheid Stand der BDA-Liste: 2025-06-30 Name: Dreifaltigkeitssäule GstNr.: 1147/1 Dreifaltigkeitssäule Langackergasse |
| ja   | Datei hochladen | Wohn- und Geschäftshaus HERIS-ID: 112803 Objekt-ID: 131024seit 2019                                                          | Langackergasse 1 Standort KG: Grinzing                                  | Dieses Haus entspricht der dörflichen Bebauung des Grinzinger Ortskerns und wurde im 19. Jahrhundert verändert. | BDA-Hist.: Q105104833 Status: Bescheid Stand der BDA-Liste: 2025-06-30 Name: Wohn- und Geschäftshaus GstNr.: 127 |
| ja   | Datei hochladen | Wohnhaus HERIS-ID: 112802 Objekt-ID: 131023seit 2019                                                                         | Langackergasse 3 Standort KG: Grinzing                                  | Dieses Haus entspricht der dörflichen Bebauung des Grinzinger Ortskerns und wurde im 19. Jahrhundert verändert. | BDA-Hist.: Q105104882 Status: Bescheid Stand der BDA-Liste: 2025-06-30 Name: Wohnhaus GstNr.: 130 |
| ja   | Datei hochladen | Wohnhaus, ehem. Hauerhaus HERIS-ID: 112805 Objekt-ID: 131026seit 2019                                                        | Langackergasse 5 Standort KG: Grinzing                                  | Dieses Haus entspricht der dörflichen Bebauung des Grinzinger Ortskerns und wurde im 19. Jahrhundert verändert. | BDA-Hist.: Q105104910 Status: Bescheid Stand der BDA-Liste: 2025-06-30 Name: Wohnhaus, ehem. Hauerhaus GstNr.: 131/2 |
| ja   | Datei hochladen | Volksschule Grinzing HERIS-ID: 48966 Objekt-ID: 52547                                                                        | Mannagettagasse 1 Standort KG: Grinzing                                 | Die Volksschule der Stadt Wien wurde in den Jahren 1871 bis 1872 als Volksschule von Grinzing errichtet. Architekt des Gebäudes, das 1960 umgestaltet wurde, war Heinrich von Ferstel. | BDA-Hist.: Q38032572 Status: § 2a Stand der BDA-Liste: 2025-06-30 Name: Volksschule Grinzing GstNr.: 3/3 Volksschule Mannagettagasse |
| ja   | Datei hochladen | Wasserbehälter Krapfenwaldl samt Einlaufbauwerk HERIS-ID: 16528 Objekt-ID: 12793                                             | Mukenthalerweg 1 Standort KG: Grinzing                                  | Das Wasserreservoir mit Hebewerk wurde 1923–1925 unter der Leitung von Friedrich Jäckel erbaut. Das Hebewerk und Dienstgebäude steht in den Traditionen des Heimatstils mit Elementen der Neuen Sachlichkeit und expressiven Details, etwa der segmentbogige Türsturz mit abgetreppten Konsolen. | BDA-Hist.: Q2550734 Status: Bescheid Stand der BDA-Liste: 2025-06-30 Name: Wasserbehälter Krapfenwald samt Einlaufbauwerk GstNr.: 778/2 Wasserbehälter Krapfenwaldl |
| ja   | Datei hochladen | Bildstock, Halbeimerkreuz HERIS-ID: 100253 Objekt-ID: 116473                                                                 | Oberer Reisenbergweg Standort KG: Grinzing                              | Der Breitpfeiler mit Pietà in Rundbogennische ist mit der Jahreszahl 1734 bezeichnet. | BDA-Hist.: Q37775692 Status: § 2a Stand der BDA-Liste: 2025-06-30 Name: Bildstock, Halbeimerkreuz GstNr.: 876/42, 1165/1 Halbeimer-Kreuz |
| ja   | Datei hochladen | Ehem. Haus Wassermann HERIS-ID: 71212 Objekt-ID: 84367seit 2016                                                              | Paul-Ehrlich-Gasse 4 Standort KG: Grinzing                              | Das Haus wurde 1914 von Oskar Strnad und Oskar Wlach gebaut. | BDA-Hist.: Q38127007 Status: Bescheid Stand der BDA-Liste: 2025-06-30 Name: Ehem. Haus Wassermann GstNr.: 450/19 Haus Wassermann |
| ja   | Datei hochladen | Ehem. Winzerhaus samt spätmittelalterlichem Keller HERIS-ID: 97785 Objekt-ID: 113641                                         | Peter-Alexander-Platz 1 Standort KG: Grinzing                           | Der Winzerhof stammt im Kern vermutlich aus dem 16. Jahrhundert, wobei im 18. Jahrhundert und in der Folge ein Umbau erfolgte. Anmerkung: Identadresse Cobenzlgasse 15 | BDA-Hist.: Q37770474 Status: Bescheid Stand der BDA-Liste: 2025-06-30 Name: Ehem. Winzerhaus samt spätmittelalterlichem Keller GstNr.: 27/1, 28 Cobenzlgasse 15 |
| ja   | Datei hochladen | Höhenstraßen-Bauwerk HERIS-ID: 97808 Objekt-ID: 113673                                                                       | Peter-Alexander-Platz 2 Standort KG: Grinzing                           | Das Bauwerk wurde im Zuge des zweiten Bauabschnittes der Errichtung der Wiener Höhenstraße gebaut. | BDA-Hist.: Q37770547 Status: § 2a Stand der BDA-Liste: 2025-06-30 Name: Höhenstraßen-Bauwerk GstNr.: 1126/2 Höhenstraßenbauwerk (gegenüber Cobenzlgasse 44) |
| ja   | Datei hochladen | Ehem. Hauerhaus, ehem. Gemeindehaus HERIS-ID: 112795 Objekt-ID: 131015seit 2019                                              | Sandgasse 2 Standort KG: Grinzing                                       | Das traufständige Haus stammt im Kern aus dem 18. Jahrhundert. | BDA-Hist.: Q105105145 Status: Bescheid Stand der BDA-Liste: 2025-06-30 Name: ehem. Hauerhaus, ehem. Gemeindehaus GstNr.: 180 |
| ja   | Datei hochladen | Hauerhaus, urspr. Lesehof des Chorherrenstiftes St. Nicola in Passau HERIS-ID: 71202 Objekt-ID: 84357seit 2019               | Sandgasse 4 Standort KG: Grinzing                                       | Das Haus mit Schopfwalm und überbauter Einfahrt stammt im Kern aus dem 17./18. Jahrhundert. | BDA-Hist.: Q105105199 Status: Bescheid Stand der BDA-Liste: 2025-06-30 Name: Hauerhaus, urspr. Lesehof des Chorherrenstiftes St. Nicola in Passau GstNr.: 177 |
| ja   | Datei hochladen | Wohnhaus, ehem. Hauerhaus HERIS-ID: 112800 Objekt-ID: 131020seit 2019                                                        | Sandgasse 5 Standort KG: Grinzing                                       | Das Haus ist ein ehemaliger Teil der 1793 erbauten Unteren Mühle. | BDA-Hist.: Q105105247 Status: Bescheid Stand der BDA-Liste: 2025-06-30 Name: Wohnhaus, ehem. Hauerhaus GstNr.: 133 |
| ja   | Datei hochladen | Hauerhaus HERIS-ID: 71203 Objekt-ID: 84358seit 2020                                                                          | Sandgasse 6 Standort KG: Grinzing                                       | Dieser Hakenhof stammt aus dem 17./18. Jahrhundert und weist Schopfwalmfronten und eine mittlere Tormauer auf. | BDA-Hist.: Q105105282 Status: Bescheid Stand der BDA-Liste: 2025-06-30 Name: Hauerhaus GstNr.: 172 |
| ja   | Datei hochladen | Hauerhaus und Heuriger „Bach-Hengl“ HERIS-ID: 112801 Objekt-ID: 131021seit 2019                                              | Sandgasse 7, 9 Standort KG: Grinzing                                    | Das Haus ist ein ehemaliger Teil der 1793 erbauten Unteren Mühle, das Schopfwalmdach stammt aus Ende des 19. Jahrhunderts. | BDA-Hist.: Q105105320 Status: Bescheid Stand der BDA-Liste: 2025-06-30 Name: Hauerhaus und Heuriger "Bach-Hengl" GstNr.: 144, 145, 134, 135/1, 135/2 Heuriger Bach-Hengl, Vienna |
| ja   | Datei hochladen | Hauerhaus HERIS-ID: 71204 Objekt-ID: 84359seit 2019                                                                          | Sandgasse 8 Standort KG: Grinzing                                       | Das Haus stammt aus Anfang des 19. Jahrhunderts. | BDA-Hist.: Q105105362 Status: Bescheid Stand der BDA-Liste: 2025-06-30 Name: Hauerhaus GstNr.: 167 |
| ja   | Datei hochladen | Ehem. Armenhaus HERIS-ID: 41489 Objekt-ID: 41974                                                                             | Sandgasse 10 Standort KG: Grinzing                                      | Das Haus in der Sandgasse 10 diente als Gemeindehaus und war als zweigeschoßiges Gebäude mit Walmdach errichtet worden. Anschließend erfolgte ab dem zweiten Viertel des 19. Jahrhunderts eine eingeschoßige, traufständige Verbauung. | BDA-Hist.: Q38001133 Status: Bescheid Stand der BDA-Liste: 2025-06-30 Name: Ehem. Armenhaus GstNr.: 166 Sandgasse 10 (Wien) |
| ja   | Datei hochladen | Wohn- und Geschäftshaus, ehem. Hauerhaus HERIS-ID: 112796 Objekt-ID: 131016seit 2019                                         | Sandgasse 12 Standort KG: Grinzing                                      | Das Haus gehört zu einer Gruppe eingeschoßiger traufständiger Häuser aus dem zweiten Viertel des 19. Jahrhunderts. | BDA-Hist.: Q105105414 Status: Bescheid Stand der BDA-Liste: 2025-06-30 Name: Wohn- und Geschäftshaus, ehem. Hauerhaus GstNr.: 165/6 |
| ja   | Datei hochladen | Wohnhaus, ehem. Hauerhaus und Heurigenbetrieb HERIS-ID: 112797 Objekt-ID: 131017seit 2019                                    | Sandgasse 14 Standort KG: Grinzing                                      | Das Haus gehört zu einer Gruppe eingeschoßiger traufständiger Häuser aus dem zweiten Viertel des 19. Jahrhunderts. | BDA-Hist.: Q105105490 Status: Bescheid Stand der BDA-Liste: 2025-06-30 Name: Wohnhaus, ehem. Hauerhaus und Heurigenbetrieb GstNr.: 146 |
| ja   | Datei hochladen | Wohn- und Geschäftshaus HERIS-ID: 112798 Objekt-ID: 131018seit 2019                                                          | Sandgasse 16 Standort KG: Grinzing                                      | Das Haus gehört zu einer Gruppe eingeschoßiger traufständiger Häuser aus dem zweiten Viertel des 19. Jahrhunderts. | BDA-Hist.: Q105105533 Status: Bescheid Stand der BDA-Liste: 2025-06-30 Name: Wohn- und Geschäftshaus GstNr.: 149 |
| ja   | Datei hochladen | Wohnhaus HERIS-ID: 112799 Objekt-ID: 131019seit 2019                                                                         | Sandgasse 18 Standort KG: Grinzing                                      | Das Haus gehört zu einer Gruppe eingeschoßiger traufständiger Häuser aus dem zweiten Viertel des 19. Jahrhunderts. | BDA-Hist.: Q105105564 Status: Bescheid Stand der BDA-Liste: 2025-06-30 Name: Wohnhaus GstNr.: 150 |
| ja   | Datei hochladen | Forstamtsgebäude HERIS-ID: 60331 Objekt-ID: 72535                                                                            | Sieveringer Straße 230 Standort KG: Grinzing                            | | BDA-Hist.: Q38091516 Status: § 2a Stand der BDA-Liste: 2025-06-30 Name: Forstamtsgebäude GstNr.: 1189/2 |
| ja   | Datei hochladen | Haus Sokolowski HERIS-ID: 41499 Objekt-ID: 41986                                                                             | Suttingergasse 12 Standort KG: Grinzing                                 | Das Wohnhaus gehört zu der 1913 nach Plänen des Architekten Josef Hoffmann errichteten Kaasgrabenkolonie. | BDA-Hist.: Q38001252 Status: Bescheid Stand der BDA-Liste: 2025-06-30 Name: Haus Sokolowski GstNr.: 450/33 Suttingergasse 12-14 |
| ja   | Datei hochladen | Haus Küpper HERIS-ID: 41500 Objekt-ID: 41987                                                                                 | Suttingergasse 14 Standort KG: Grinzing                                 | Das Wohnhaus gehört zu der 1913 nach Plänen des Architekten Josef Hoffmann errichteten Kaasgrabenkolonie. | BDA-Hist.: Q38001264 Status: Bescheid Stand der BDA-Liste: 2025-06-30 Name: Haus Küpper GstNr.: 450/32 Suttingergasse 12-14 |
| ja   | Datei hochladen | Haus Vetter HERIS-ID: 41501 Objekt-ID: 41988                                                                                 | Suttingergasse 16 Standort KG: Grinzing                                 | Das Wohnhaus gehört zu der 1913 nach Plänen des Architekten Josef Hoffmann errichteten Kaasgrabenkolonie. | BDA-Hist.: Q38001277 Status: Bescheid Stand der BDA-Liste: 2025-06-30 Name: Haus Vetter GstNr.: 450/31 Suttingergasse 16-18 |
| ja   | Datei hochladen | Haus Michel HERIS-ID: 41502 Objekt-ID: 41989                                                                                 | Suttingergasse 18 Standort KG: Grinzing                                 | Das Wohnhaus des Schriftstellers Robert Michel gehört zu der 1913 nach Plänen des Architekten Josef Hoffmann errichteten Kaasgrabenkolonie. | BDA-Hist.: Q38001287 Status: Bescheid Stand der BDA-Liste: 2025-06-30 Name: Haus Michel GstNr.: 450/16 Suttingergasse 16-18 |
| ja   | Datei hochladen | Unterirdischer Gang/Camaldulensergrotte HERIS-ID: 41612 Objekt-ID: 42139                                                     | Wildgrube Standort KG: Grinzing                                         | Der unterirdische Gang wurde 2012 von der Stadtarchäologie untersucht und in die Zeit um 1830 datiert. Die auch in der Objektbezeichnung ausgedrückte Vermutung, er stünde mit den Camaldulensern am Kahlenberg in Verbindung kann damit als widerlegt gelten, da deren Eremie schon 1781 aufgelassen wurde. Der tatsächliche Verwendungszweck ist unbekannt. | BDA-Hist.: Q38001821 Status: Bescheid Stand der BDA-Liste: 2025-06-30 Name: Unterirdischer Gang/Camaldulensergrotte GstNr.: 991 Unterirdischer Gang (Wildgrube) |
| ja   | Datei hochladen | Donaukanalregulierung und -verbauung (samt Brücken, Geländer und sonstigem) HERIS-ID: 111769 Objekt-ID: 129779seit 2012      | Standort KG: Heiligenstadt                                              | Der Donaukanal ist der an der Innenstadt vorbeiführende Arm der Donau, die Bezeichnung kam vor 1700 auf. Regulierungsversuche gab es schon in früheren Jahrhunderten, das jetzige Erscheinungsbild geht aber auf die Donauregulierung nach 1867 zurück, als Uferbefestigungen und Brücken gebaut wurden. | BDA-Hist.: Q37826541 Status: Bescheid Stand der BDA-Liste: 2025-06-30 Name: Donaukanalregulierung und -verbauung (samt Brücken, Geländer und sonstigem) GstNr.: 1072/10 Donaukanal                                                                                                  |
| ja   | Datei hochladen | Wohnhaus von Bruno Kreisky HERIS-ID: 111837 Objekt-ID: 129851seit 2012                                                       | Armbrustergasse 15 Standort KG: Heiligenstadt                           | Das Haus stammt im Kern aus der ersten Hälfte des 19. Jahrhunderts und weist einen kleinen Straßenhof sowie einen übergiebelten Mittelrisaliten auf. An einem in die Gartenmauer eingebundenen Breitpfeiler befindet sich eine Madonnenfigur. | BDA-Hist.: Q37827059 Status: Bescheid Stand der BDA-Liste: 2025-06-30 Name: Wohnhaus von Bruno Kreisky GstNr.: 90 Armbrustergasse 15 |
| ja   | Datei hochladen | Fußgängerbrücke, Döblinger Steg HERIS-ID: 64450 Objekt-ID: 77169                                                             | Döblinger Steg Standort KG: Heiligenstadt                               | Der Döblinger Steg überquert den Donaukanal in Wien und verbindet die Bezirke Döbling und Brigittenau. Er wurde zwischen 1910 und 1911 nach Plänen von Friedrich Jäckel errichtet und dient als Fußgängerverbindung sowie als Rohrbrücke für Wasserleitungsrohre und eines Gasrohres. An seinen Enden ist er jeweils von pylonenflankierten Torbögen mit Bossenquadern flankiert. | BDA-Hist.: Q64512725 Status: § 2a Stand der BDA-Liste: 2025-06-30 Name: Fußgängerbrücke, Döblinger Steg GstNr.: 1072/6, 1072/10, 1072/12 Döblinger Steg |
| ja   | Datei hochladen | Figurenbildstock hl. Johannes Nepomuk HERIS-ID: 73700 Objekt-ID: 87025                                                       | bei Eroicagasse 37 Standort KG: Heiligenstadt                           | Die Steinfigur auf Postament stammt aus der Mitte des 18. Jahrhunderts. | BDA-Hist.: Q38133374 Status: § 2a Stand der BDA-Liste: 2025-06-30 Name: Figurenbildstock hl. Johannes Nepomuk GstNr.: 608/1 Statue of John of Nepomuk, Eroicagasse, Vienna |
| ja   | Datei hochladen | Beethoven- und Grillparzer-Wohnhaus HERIS-ID: 41433 Objekt-ID: 41917                                                         | Grinzinger Straße 64 Standort KG: Heiligenstadt                         | Das zweigeschoßige Wohnhaus wurde Ende des 18. Jahrhunderts errichtet. An die ehemaligen Bewohner Ludwig van Beethoven und Franz Grillparzer erinnert eine Gedenktafel. | BDA-Hist.: Q38000558 Status: Bescheid Stand der BDA-Liste: 2025-06-30 Name: Beethoven- und Grillparzer-Wohnhaus GstNr.: 125, 123 Beethoven-Grillparzer-Haus |
| ja   | Datei hochladen | Beethoven-Denkmal im Heiligenstädter Park HERIS-ID: 101238 Objekt-ID: 117553                                                 | Grinzinger Straße 84 Standort KG: Heiligenstadt                         | Das Denkmal mit Pfeilerkolonnade wurde 1910 von dem Bildhauer Fritz Hä(h)nlein und dem Architekten Robert Oerley errichtet. Die Standfigur geht auf ein Modell von Robert Weigl aus dem Jahr 1902 zurück. | BDA-Hist.: Q37787303 Status: § 2a Stand der BDA-Liste: 2025-06-30 Name: Beethoven-Denkmal im Heiligenstädter Park GstNr.: 194/1 Beethoven-Denkmal, Heiligenstädter Park |
| ja   | Datei hochladen | Schule HERIS-ID: 102460 Objekt-ID: 118869                                                                                    | Grinzinger Straße 88 Standort KG: Heiligenstadt                         | Das Schulgebäude wurde 1970–1973 von Hannes Lintl und Robert Krapfenbauer errichtet. | BDA-Hist.: Q37790554 Status: § 2a Stand der BDA-Liste: 2025-06-30 Name: Schule GstNr.: 246/1 |
| ja   | Datei hochladen | Lycee Francais HERIS-ID: 48871 Objekt-ID: 52433                                                                              | Grinzinger Straße 95 Standort KG: Heiligenstadt                         | Der hochaufragende, viergeschoßige Schulbau mit Straßenhof wurde 1895 erbaut. Das Gebäude verfügt über hohe, teilweise verbretterte Giebelaufbauten, hofseitige Nischenfiguren und Sturzkartuschen mit dem Wiener Wappen. Die Windfänge aus Gusseisen sind ebenso original erhalten wie die Zäune. | BDA-Hist.: Q38032177 Status: § 2a Stand der BDA-Liste: 2025-06-30 Name: Lycee Francais GstNr.: 182/1 |
| ja   | Datei hochladen | Eisenbahnstrecke, Wiener Vorortelinie – Teilbereich Heiligenstadt mit Station Heiligenstadt HERIS-ID: 48901 Objekt-ID: 52468 | Gunoldstraße 7 Standort KG: Heiligenstadt                               | Die Vorortelinie wurde 1898 eröffnet und war ursprünglich ein Teil der Wiener Stadtbahn. So wie diese wurde sie nach Plänen von Otto Wagner gebaut. Nach dem Ersten Weltkrieg wurde sie jedoch nicht als Teil der Wiener Elektrischen Stadtbahn in Betrieb genommen, sondern hauptsächlich für den Güterverkehr genutzt. Erst 1987 wurde sie als S-Bahn-Linie wieder ein Teil des öffentlichen Nahverkehrs. Dabei konnten nur drei der ursprünglichen Stationen wieder genutzt werden. Auch der Bahnhof Heiligenstadt stammt in den Grundzügen von Wagner und ist heute ein wichtiger Verkehrsknotenpunkt. | BDA-Hist.: Q64026420 Status: Bescheid Stand der BDA-Liste: 2025-06-30 Name: Eisenbahnstrecke, Wiener Vorortelinie – Teilbereich Heiligenstadt mit Station Heiligenstadt GstNr.: 1021/1, 1030, 1031, 1032, 1070/2, 1016, 1017, 1018 Vorortelinie                                     |
| ja   | Datei hochladen | Ehemaliges Pförtnerhaus der Rothschild-Gärten HERIS-ID: 70331 Objekt-ID: 83445                                               | Heiligenstädter Park Standort KG: Heiligenstadt                         | Das eingeschoßige Gebäude in historistischer Formensprache war ursprünglich Teil der von Baron Nathaniel Mayer Anselm Freiherr von Rotschild geschaffenen Rothschildgärten und ist heute auch der einzige bauliche Rest diese Gartenanlage. Das ehemalige Pförtnerhaus liegt heute am Eingang zum Heiligenstädter Park. | BDA-Hist.: Q38124804 Status: § 2a Stand der BDA-Liste: 2025-06-30 Name: Ehem. Pförtnerhaus der Rothschild-Gärten GstNr.: 232 Gatehouse of Rothschild gardens, Döbling |
| ja   | Datei hochladen | Ehem. Stadtbahn – Streckenabschnitt Nußdorfer Straße – Heiligenstadt HERIS-ID: 73215 Objekt-ID: 86502                        | Heiligenstädter Straße Standort KG: Heiligenstadt                       | Die Stadtbahn wurde ab 1892 im Zuge der Regulierung von Donaukanal und Wienfluss geplant, ästhetischer Beirat war seit 1894 Otto Wagner. Er plante mit seinen Mitarbeitern Unterbau, Hochbauten (Stützmauern, Brücken, Tunnelportale, Viadukte, Stationen) und Details (Geländer, Gitter, Tore, Möbel, Beleuchtungsköper etc.) aller Stadtbahnlinien. Es entstanden nach sechs Jahren Bauzeit etwa vierzig Bahnkilometer mit 36 Stationen im Stil des Späthistorismus mit Jugendstilelementen. Von 1969 bis 1989 wurde das System modernisiert und schrittweise in das U-Bahn-Netz integriert. Diese überwiegend als Hochbahn ausgeführte Strecke ist heute stillgelegt. | BDA-Hist.: Q38132199 Status: Bescheid Stand der BDA-Liste: 2025-06-30 Name: Ehem. Stadtbahn – Streckenabschnitt Nußdorfer Straße – Heiligenstadt GstNr.: 982/1, 1019 Heiligenstädter Ast                                                                                            |
| ja   | Datei hochladen | Stadtbahn, Teilbereich Heiligenstadt HERIS-ID: 100685 Objekt-ID: 116954                                                      | Standort KG: Heiligenstadt                                              | Dieser Teil der ehemaligen Stadtbahn ist noch im U-Bahnbetrieb. Nähere Beschreibung hier. | BDA-Hist.: Q37785265 Status: Bescheid Stand der BDA-Liste: 2025-06-30 Name: Stadtbahn, Teilbereich Heiligenstadt GstNr.: 985/2 Wiener Stadtbahn |
| ja   | Datei hochladen | Kommunaler Wohnbau, Svoboda-Hof HERIS-ID: 99387 Objekt-ID: 115517 Wiener Wohnen: 219                                         | Heiligenstädter Straße 80 Standort KG: Heiligenstadt                    | Der Svoboda-Hof wurde zwischen 1926 und 1927 nach Plänen des Architekten Karl Ehn mit 59 Wohnungen errichtet. Er ist ein relativ schlichter Bau, der durch kubische Erker, die mit Balkonen verbunden sind bestimmt ist. | BDA-Hist.: Q2371867 Status: § 2a Stand der BDA-Liste: 2025-06-30 Name: Wohnhausanlage der Gemeinde Wien, Svoboda-Hof GstNr.: 601/9 Svoboda-Hof |
| ja   | Datei hochladen | Wohnhausanlage der Gemeinde Wien, Karl-Marx-Hof und Kunst-am-Bau HERIS-ID: 48896 Objekt-ID: 52462 Wiener Wohnen: 220         | Heiligenstädter Straße 82-92, gerade Nummern Standort KG: Heiligenstadt | Der Karl-Marx-Hof ist der repräsentativste und bekannteste kommunale Wohnbau der Zwischenkriegszeit und gilt als Musterbeispiel der damals entwickelten „Superblocks“. Er wurde von 1926 bis 1933 nach Plänen von Karl Ehn errichtet, jedoch bereits am 12. Oktober 1930 offiziell eröffnet. Er ist auf einem langen aber schmalen Grundstück errichtet, besonders repräsentativ ist der Mittelteil mit den sechs monumentalen Türmen. Im mittleren Hof befindet sich die Figur Sämann von Otto Hofner, die Keramikfiguren über den Rundbögen stammen von Josef Franz Riedl. | BDA-Hist.: Q513211 Status: § 2a Stand der BDA-Liste: 2025-06-30 Name: Wohnhausanlage der Gemeinde Wien, Karl-Marx-Hof und Kunst-am-Bau GstNr.: 601/15, 601/23, 601/38, 601/39, 601/41, 601/42, 601/43, 601/40, 601/1, 601/2, 601/3, 601/4, 601/5, 601/6, 601/7, 601/8 Karl-Marx-Hof |
| ja   | Datei hochladen | Kath. Pfarrkirche Maria Mutter der Gnaden, Unterheiligenstadt HERIS-ID: 73650 Objekt-ID: 86967                               | Heiligenstädter Straße 101, bei Standort KG: Heiligenstadt              | Die Kirche wurde ab 1965 nach Plänen des Architekten Carl Müller und seines Sohnes Wolfgang errichtet und am 5. November 1966 geweiht. Es ist ein dreiseitig freistehender Bau, an den Seitenfronten öffnen sich Fensterschlitze zwischen lamellenartigen Betonpfeilern, die Fensteröffnung gegen die Klabundgasse sind unregelmäßig angeordnet. Auch der quadratische Glockenturm ist von Lamellenpfeilern durchzogen. Das Innere weist eine abgerundete Chorwand mit Sichtziegeln und eine durchgehende südliche Orgelempore auf. Die Kupferfigur Wiederkehrender Christus an der Altarwand, stammt von Paul Peschke, die Entwürfe für die Glasfenster von den Architekten. | BDA-Hist.: Q995137 Status: Bescheid Stand der BDA-Liste: 2025-06-30 Name: Kath. Pfarrkirche Maria Mutter der Gnaden, Unterheiligenstadt GstNr.: 322/4 Unterheiligenstädter Pfarrkirche                                                                                              |
| ja   | Datei hochladen | Wohnhausanlage HERIS-ID: 111031 Objekt-ID: 128806 Wiener Wohnen: 1356                                                        | Heiligenstädter Straße 129 Standort KG: Heiligenstadt                   | Der Gemeindebau wurde zwischen 1953 und 1954 nach Plänen von Josef Hoffmann und Josef Kalbac errichtet. Der Bau besteht aus drei gleich großen getrennten Baukörpern die parallel zueinander mit der Längsfront zur Heiligenstädter Straße stehen und damit auch mit der Tradition der blockhaften Anordnung brechen. | BDA-Hist.: Q37821605 Status: Bescheid Stand der BDA-Liste: 2025-06-30 Name: Wohnhausanlage GstNr.: 291/9 Wohnhausanlage Heiligenstädter Straße 129 |
| ja   | Datei hochladen | Kunst am Bau, Relief „Familie“ HERIS-ID: 48895 Objekt-ID: 52461                                                              | Heiligenstädter Straße 129 Standort KG: Heiligenstadt                   | Das Natursteinrelief Familie stammt aus dem Jahr 1953/54 von Heinz Leinfellner. | BDA-Hist.: Q38032308 Status: Bescheid Stand der BDA-Liste: 2025-06-30 Name: Kunst am Bau, Relief „Familie“ GstNr.: 291/9 Wohnhausanlage Heiligenstädter Straße 129 |
| ja   | Datei hochladen | Kunst-am-Bau, Skulpturen HERIS-ID: 48893 Objekt-ID: 52458                                                                    | Heiligenstädter Straße 141–145 Standort KG: Heiligenstadt               | Die Kunstobjekte bei diesem Gemeindebau sind: die Skulptur Pferde von Hubert Wilfan (1954/57), die Skulptur Rinder von Fritz Dobrowa (1954/57) und das Mosaikwandbild Strandleben von Hans Thomas (1957). | BDA-Hist.: Q38032279 Status: § 2a Stand der BDA-Liste: 2025-06-30 Name: Kunst-am-Bau, Skulpturen GstNr.: 278/7 Kunst am Bau (Wohnhausanlage Heiligenstädter Straße 141-145) |
| ja   | Datei hochladen | Volksheim, VHS Heiligenstadt HERIS-ID: 48894 Objekt-ID: 52459                                                                | Heiligenstädter Straße 155 Standort KG: Heiligenstadt                   | Das Volksheim entstand 1961 nach Plänen von Gustav Peichl. Es enthält ein Wandmosaik aus Glas Wissen macht frei von Roman Haller aus den Jahren 1960/61. | BDA-Hist.: Q38032287 Status: § 2a Stand der BDA-Liste: 2025-06-30 Name: Volksheim, VHS Heiligenstadt GstNr.: 278/3 Volksheim Heiligenstädter Straße |
| ja   | Datei hochladen | Figuren Sitzende HERIS-ID: 99388 Objekt-ID: 115518                                                                           | vor Heiligenstädter Straße 155 Standort KG: Heiligenstadt               | Die Plastik (auch Männer im Gespräch genannt) stammt von Hilde Uray aus den Jahren 1956–1961. | BDA-Hist.: Q37774029 Status: § 2a Stand der BDA-Liste: 2025-06-30 Name: Figuren Sitzende GstNr.: 985/1 Plastik Sitzende (Heiligenstädter Straße, Döbling) |
| ja   | Datei hochladen | Karner bei der Pfarrkirche hl. Michael HERIS-ID: 56755 Objekt-ID: 66320                                                      | Hohe Warte 72 Standort KG: Heiligenstadt                                | Der Karner ist in die Umfassungsmauer des aufgelassenen Friedhofs integriert. An der Längsseite befindet sich ein mittiges spätgotisches Tor und symmetrische Stichbogenfenster. Die später hinzugefügten Stützpfeiler konnten jedoch den Einsturz des Kreuzgratgewölbes nicht verhindern, sodass eine Erneuerung des Daches notwendig wurde. | BDA-Hist.: Q38073430 Status: § 2a Stand der BDA-Liste: 2025-06-30 Name: Karner bei der Pfarrkirche hl. Michael GstNr.: 194/3 Karner St. Michael, Heiligenstadt (Wien) |
| ja   | Datei hochladen | Haus mit Severinskreuz HERIS-ID: 41452 Objekt-ID: 41937                                                                      | Hohe Warte 31 Standort KG: Heiligenstadt                                | Das zweigeschoßige Landhaus entstand in der ersten Hälfte des 19. Jahrhunderts mit klassizistischer Front, Dreiecksgiebel und Holzschindelverkleidung auf der Wetterseite. Der Breitpfeiler mit Bild des heiligen Matthias (oder Severin?) auf der Gartenmauer stammt aus dem zweiten Drittel des 19. Jahrhunderts. | BDA-Hist.: Q38000727 Status: Bescheid Stand der BDA-Liste: 2025-06-30 Name: Haus mit Severinskreuz GstNr.: 143 Hohe Warte 31 |
| ja   | Datei hochladen | Haus mit Garten HERIS-ID: 41454 Objekt-ID: 41939                                                                             | Hohe Warte 33 Standort KG: Heiligenstadt                                | Das Haus stammt aus der ersten Hälfte des 19. Jahrhunderts und wurde später verändert. | BDA-Hist.: Q38000737 Status: Bescheid Stand der BDA-Liste: 2025-06-30 Name: Haus mit Garten GstNr.: 146 Hohe Warte 33 |
| ja   | Datei hochladen | Zentralanstalt für Meteorologie und Geodynamik, Haus Hann HERIS-ID: 48955 Objekt-ID: 52532seit 2017                          | Hohe Warte 38 Standort KG: Heiligenstadt                                | Das Haus Hann genannte Gebäude ist der Hauptsitz der Zentralanstalt für Meteorologie und Geodynamik und wurde 1882 von Heinrich von Ferstel erbaut. | BDA-Hist.: Q38032538 Status: Bescheid Stand der BDA-Liste: 2025-06-30 Name: Zentralanstalt für Meteorologie und Geodynamik, Haus Hann GstNr.: 345 Julius-Hann-Haus |
| ja   | Datei hochladen | Kath. Pfarrkirche hl. Michael mit Kirchhof HERIS-ID: 48954 Objekt-ID: 52531                                                  | Hohe Warte 72 Standort KG: Heiligenstadt                                | Ein dreischiffige Staffelkirche, die unter Einbeziehung der Grundmauern und des Chores der Vorgängerkirche im neugotischen Stil und ähnlich der Vorgängerkirche (bis auf den Turm) nach Plänen von Richard Jordan, unter Beteiligung von Martin und Josef Schömer, ab 1894 errichtet und am 26. Mai 1898 eingeweiht wurde. An ein Langhaus mit hohem Schopfwalmdach und Maßwerkfenster zwischen vergiebelten Strebepfeilern schließt sich ein niedrigerer, polygonal geschlossener gotischer Chor an. Die westliche Giebelfassade weist ein neugotisches Chulterbogenportal in spitzbogiger Rahmung auf, auch der Turm mit achteckigem Grundriss ist neugotisch. Das Innere ist netzrippengewölbt mit Fächerkonsolen und figuralen Schlusssteinen. Der Chor hat einen durchfensterten 5/8-Schluss. Die Ausstattung stammt größtenteils von Richard Jordan aus dem 19. Jahrhundert. | BDA-Hist.: Q1595232 Status: § 2a Stand der BDA-Liste: 2025-06-30 Name: Kath. Pfarrkirche hl. Michael mit Kirchhof GstNr.: 160, 159/1 Heiligenstädter Pfarrkirche St. Michael |
| ja   | Datei hochladen | Figurenbildstock hl. Johannes Nepomuk HERIS-ID: 71198 Objekt-ID: 84353                                                       | vor Hohe Warte 72 Standort KG: Heiligenstadt                            | Die Figur des Heiligen Johannes Nepomuk stammt aus dem ersten Viertel des 18. Jahrhunderts. Sie trägt Kreuz und Märtyrerpalme in der Hand, hat aber kein Birett auf. Sie steht auf einem geschwungenen Sockel mit seitlichen Voluten, der ein Relief des Heiligen in den Wellen der Moldau aufweist. | BDA-Hist.: Q38126977 Status: § 2a Stand der BDA-Liste: 2025-06-30 Name: Figurenbildstock hl. Johannes Nepomuk GstNr.: 996/6 |
| ja   | Datei hochladen | Beethoven-Denkmal im Beethovenpark HERIS-ID: 100259 Objekt-ID: 116481                                                        | gegenüber Kahlenberger Straße 69 Standort KG: Heiligenstadt             | Die Bronzebüste wurde 1862 von Anton Dominik von Fernkorn geschaffen. | BDA-Hist.: Q37775712 Status: § 2a Stand der BDA-Liste: 2025-06-30 Name: Beethoven-Denkmal im Beethovenpark GstNr.: 616/5 Beethovenruhe |
| ja   | Datei hochladen | Figurenbildstock hl. Johannes Nepomuk HERIS-ID: 73703 Objekt-ID: 87028                                                       | bei Kahlenberger Straße 81 Standort KG: Heiligenstadt                   | Diese Statue des hl. Johannes Nepomuk auf geschwungenem Sockel stammt aus dem 18. Jahrhundert. | BDA-Hist.: Q38133388 Status: § 2a Stand der BDA-Liste: 2025-06-30 Name: Figurenbildstock hl. Johannes Nepomuk GstNr.: 776/1 Johannes Nepomuk, Schreiberbach |
| ja   | Datei hochladen | Hauptgebäude der ehem. Zigarettenpapierfabrik Samum HERIS-ID: 48892 Objekt-ID: 52457                                         | Kreilplatz 1 Standort KG: Heiligenstadt                                 | Der Stahlbetonständerbau mit langgestreckter, viergeschoßiger Front wurde zwischen 1908 und 1909 nach Plänen von Philipp Jakob Manz erbaut. Das Gebäude beherbergt heute unter anderem das Q19 Einkaufsquartier Döbling. | BDA-Hist.: Q38032272 Status: Bescheid Stand der BDA-Liste: 2025-06-30 Name: Hauptgebäude der ehem. Zigarettenpapierfabrik Samum GstNr.: 557/8 Hauptgebäude der ehem. Zigarettenpapierfabrik Samum                                                                                   |
| ja   | Datei hochladen | Ehem. dampfbetriebenes Elektrizitätswerk HERIS-ID: 41476 Objekt-ID: 41961                                                    | Muthgasse 109 Standort KG: Heiligenstadt                                | Das ehemalige Elektrizitätswerk in repräsentativer Sichtziegelbauweise wurde 1897 von R. Barthelmus & Co für die Stromversorgung der Stadtbahn, des Westbahnhofs und des Franz-Josefs-Bahnhofs errichtet und diente nach 1945 als Lehrwerkstätte. | BDA-Hist.: Q38001000 Status: Bescheid Stand der BDA-Liste: 2025-06-30 Name: Ehem. dampfbetriebenes Elektrizitätswerk GstNr.: 550/1 |
| ja   | Datei hochladen | Figurenbildstock hl. Johannes Nepomuk HERIS-ID: 71194 Objekt-ID: 84349                                                       | Pfarrplatz 3, vor Standort KG: Heiligenstadt                            | Die Steinfigur des heiligen Johannes Nepomuk auf Postament wurde im dritten Viertel des 18. Jahrhunderts geschaffen. | BDA-Hist.: Q38126952 Status: § 2a Stand der BDA-Liste: 2025-06-30 Name: Figurenbildstock hl. Johannes Nepomuk GstNr.: 959/1 Statue of John of Nepomuk, Pfarrplatz Döbling |
| ja   | Datei hochladen | Beethoven-Wohnhaus HERIS-ID: 41482 Objekt-ID: 41967                                                                          | Pfarrplatz 2 Standort KG: Heiligenstadt                                 | Das Winzerhaus besitzt einen Kern aus dem 17. Jahrhundert und diente 1817 als Wohnhaus von Ludwig van Beethoven. Das Gebäude besteht aus zwei parallel angeordneten, giebelständigen Trakten mit Tormauer und hinterem Quertrakt. An der Südwestkante des Gebäudes steht eine Figur des heiligen Florian, die wahrscheinlich aus dem 18. Jahrhundert stammt. Das Winzerhaus dient heute als Heuriger „Mayr am Pfarrplatz“. | BDA-Hist.: Q38001058 Status: Bescheid Stand der BDA-Liste: 2025-06-30 Name: Beethoven-Wohnhaus GstNr.: 12 Pfarrplatz 2 (Döbling) |
| ja   | Datei hochladen | Heiligenstädter Kirche hl. Jakob mit Ruinenstätte HERIS-ID: 56751 Objekt-ID: 66313                                           | Pfarrplatz 3 Standort KG: Heiligenstadt                                 | Diese teilweise barock umgebaute romanische Saalkirche wurde oberhalb eines römisch-frühchristlichen Steinbaus errichtet, der quer zum heutigen Kirchenbau steht und aus dem 2. Jahrhundert stammt. Die Kirche selbst ist ein schlichter Bau mit Chorquadrat, zum Pfarrplatz hin weist sie eine Giebelfront mit einem Fassadenreiter aus dem Jahr 1752 und ein Portalhäuschen aus dem 20. Jahrhundert auf, auch am Langhaus wechseln sich romanische Rundbogenfenster mit solchen aus dem 17. Jahrhundert ab. Auch das Innere ist im Kern aus dem 12. Jahrhundert mit im 17. Jahrhundert vorgelegten Wandpfeilern und Kreuzgratgewölben. Das Kreuzrippengewölbe mit Schlussstein im Chor stammt aus dem 14. Jahrhundert. Die Ausstattung stammt teilweise aus dem 20. Jahrhundert.                                                                                                 | BDA-Hist.: Q1595226 Status: § 2a Stand der BDA-Liste: 2025-06-30 Name: Heiligenstädter Kirche hl. Jakob mit Ruinenstätte GstNr.: 1 Heiligenstädter Kirche St. Jakob |
| ja   | Datei hochladen | Pfarrhof Heiligenstadt HERIS-ID: 41483 Objekt-ID: 41968                                                                      | Pfarrplatz 3 Standort KG: Heiligenstadt                                 | Der Pfarrhof besteht aus einer unregelmäßigen Gebäudegruppe, die im Kern aus dem 14. Jahrhundert stammt, und im 17. Jahrhundert umgebaut wurde. Sie besteht aus dem eigentlichen Pfarrhof mit geknickter Front, unregelmäßiger Fensterausteilung und Walmdach und dem Kooperatorenhaus, das mit der Kirche durch einen Schwibbogen verbunden ist. | BDA-Hist.: Q38001067 Status: § 2a Stand der BDA-Liste: 2025-06-30 Name: Pfarrhof Heiligenstadt GstNr.: 2/1, 2/2 Pfarrhof Heiligenstadt |
| ja   | Datei hochladen | Ehem. Schule HERIS-ID: 41484 Objekt-ID: 41969                                                                                | Pfarrplatz 4 Standort KG: Heiligenstadt                                 | Das Gebäude diente als Volksschule und als Mesnerhaus und stammt in seinem Kern aus dem Anfang des 16. Jahrhunderts. Der zweigeschoßige traufständige Bau, dessen Fassade im dritten Viertel des 19. Jahrhunderts errichtet wurde, besitzt an der Südfront spätgotische Rechteckfenster und im Erdgeschoß Stichkappentonnen- und Kreuzgratgewölbe. | BDA-Hist.: Q38001077 Status: § 2a Stand der BDA-Liste: 2025-06-30 Name: Ehem. Schule GstNr.: 10 Pfarrplatz 4 (Döbling) |
| ja   | Datei hochladen | Gasthaus Zur schönen Aussicht/Pfarrwirt HERIS-ID: 48874 Objekt-ID: 52436                                                     | Pfarrplatz 5 Standort KG: Heiligenstadt                                 | Das urkundlich seit 1250 im Besitz von Stift Klosterneuburg stehende Gebäude diente als Berghof für die Weingüter in Heiligenstadt. Es wird seit Anfang des 19. Jahrhunderts als Kaffeehaus, später als Restaurant geführt. Der hochgotische Bau aus der zweiten Hälfte des 13. Jahrhunderts wurde Ende des 15. und Ende des 17. Jahrhunderts umgebaut. | BDA-Hist.: Q38032196 Status: § 2a Stand der BDA-Liste: 2025-06-30 Name: Gasthaus Zur schönen Aussicht/Pfarrwirt GstNr.: 6/2 Gasthaus Zur schönen Aussicht/Pfarrwirt |
| ja   | Datei hochladen | Ehem. Gartenhaus HERIS-ID: 41485 Objekt-ID: 41970                                                                            | Pfarrplatz 6 Standort KG: Heiligenstadt                                 | Das eingeschoßige Stöckl hat eine Fassade aus dem 19. Jahrhundert, die hölzernen Balken und Widerlager im Inneren stammen aber wahrscheinlich aus dem 16. Jahrhundert. | BDA-Hist.: Q38001097 Status: § 2a Stand der BDA-Liste: 2025-06-30 Name: Ehem. Gartenhaus GstNr.: 959/2 Gasthaus Zur schönen Aussicht/Pfarrwirt |
| ja   | Datei hochladen | Beethoven-Wohnhaus HERIS-ID: 41486 Objekt-ID: 41971                                                                          | Probusgasse 6 Standort KG: Heiligenstadt                                | Das Beethovenhaus in der Probusgasse ist eine im Kern spätgotische, zweigeschoßige und vierseitige Anlage um einen kleinen Hof. Der geknickte Straßentrakt wurde im 18. Jahrhundert umgebaut. Beethoven verfasste hier 1802 das Heiligenstädter Testament. | BDA-Hist.: Q1590890 Status: Bescheid Stand der BDA-Liste: 2025-06-30 Name: Beethoven-Wohnhaus GstNr.: 175 Haus des Heiligenstädter Testaments |
| ja   | Datei hochladen | Wohnhaus und Kindertagesheim HERIS-ID: 64299 Objekt-ID: 77006                                                                | Probusgasse 9 Standort KG: Heiligenstadt                                | Das Haus stammt aus der Nachkriegszeit und wurde in Aussehen und Traufhöhe an die Nachbarhäuser angepasst. | BDA-Hist.: Q38106529 Status: § 2a Stand der BDA-Liste: 2025-06-30 Name: Wohnhaus und Kindertagesheim GstNr.: 41 |
| ja   | Datei hochladen | Wohnbau mit Kunst-am-Bau HERIS-ID: 48876 Objekt-ID: 52438 Wiener Wohnen: 1350                                                | Probusgasse 14-16 Standort KG: Heiligenstadt                            | An diesem kommunalen Wohnbau von Eva Poduschka (1958–1960) ist ein Mosaik zu sehen, das den römischen Kaiser Probus darstellt. Es stammt von Helene Hädelmayr. Im Hof gibt es weiters zwei keramische Wandreliefs von Leopold Hohl (Beim Heurigen) und Richard Ruepp (Weinpresse). | BDA-Hist.: Q38032207 Status: § 2a Stand der BDA-Liste: 2025-06-30 Name: Wohnbau mit Kunst-am-Bau GstNr.: 182/2, 184, 185 Probusgasse 14-16 |
| ja   | Datei hochladen | Hauerhaus, Mandahus HERIS-ID: 41487 Objekt-ID: 41972                                                                         | Probusgasse 27 Standort KG: Heiligenstadt                               | Das Haus mit geknickter Front stammt im Kern aus dem 16. und 17. Jahrhundert. | BDA-Hist.: Q38001111 Status: Bescheid Stand der BDA-Liste: 2025-06-30 Name: Hauerhaus, Mandahus GstNr.: 24 Probusgasse 27 |
| ja   | Datei hochladen | Villa Bernatzik HERIS-ID: 41498 Objekt-ID: 41984                                                                             | Springsiedelgasse 28 Standort KG: Heiligenstadt                         | Die Villa Bernatzik wurde zwischen 1912 und 1913 nach Plänen von Josef Hoffmann in kubisch-blockhafter Bauweise mit Walmdach errichtet. | BDA-Hist.: Q38001240 Status: Bescheid Stand der BDA-Liste: 2025-06-30 Name: Villa Bernatzik GstNr.: 83/1, 83/4, 83/5 Villa Edmund Bernatzik |
| ja   | Datei hochladen | Villenanlage Ast HERIS-ID: 56625 Objekt-ID: 66137seit 2017                                                                   | Steinfeldgasse 2 Standort KG: Heiligenstadt                             | Die zur Villenkolonie Hohe Warte gehörende Anlage wurde 1909–19011 von Josef Hoffmann gebaut. Durch seinen geschlossenen Baukörper hebt es sich von den benachbarten Häusern ab, ein auffälliges Element sind die Kannelierungen, die die Fassade bestimmen. | BDA-Hist.: Q38073095 Status: Bescheid Stand der BDA-Liste: 2025-06-30 Name: Villenanlage Ast GstNr.: 201/3, 201/22 |
| ja   | Datei hochladen | Haus Spitzer HERIS-ID: 56624 Objekt-ID: 66136                                                                                | Steinfeldgasse 4 Standort KG: Heiligenstadt                             | Das Haus Spitzer ist Teil einer Gruppe von großzügigen Villen jeweils zeitgenössischer Künstler, wobei das Haus Spitzer gemeinsam mit den Häusern Moser-Moll und Henneberg zum Kernstück der Anlage gehört. Die von Josef Hoffmann geplante Anlage besticht durch kubische Baukörper, die durch farblich abgestufte Fachwerke, Giebel und Holzwerk akzentuiert wurden. | BDA-Hist.: Q38073085 Status: Bescheid Stand der BDA-Liste: 2025-06-30 Name: Haus Spitzer GstNr.: 201/12 Haus Spitzer |
| ja   | Datei hochladen | Stefaniewarte HERIS-ID: 73685 Objekt-ID: 87010                                                                               | Am Kahlenberg Standort KG: Josefsdorf                                   | Die Aussichtswarte wurde nach Plänen des Architektenbüros Fellner & Helmer im Auftrag der Kahlenberg-Eisenbahn-Gesellschaft an der Endstation der Kahlenbergbahn errichtet und am 29. Mai 1887 unter der Bezeichnung „Kronprinzessin Stephanie-Warte“ eröffnet. Die 22 Meter hohe Aussichtswarte im späthistoristischen Burgenstil wurde mit alternierenden Lagen von Sichtziegeln und einer Aussichtsplattform in Form eines Wehrgangs gebaut. | BDA-Hist.: Q1671916 Status: § 2a Stand der BDA-Liste: 2025-06-30 Name: Stefaniewarte GstNr.: 73/59 Kronprinzessin Stefanie-Warte |
| ja   | Datei hochladen | Persönlichkeitsdenkmal, Kaiserin-Elisabeth-Ruhe HERIS-ID: 73687 Objekt-ID: 87012                                             | Am Kahlenberg Standort KG: Josefsdorf                                   | Das 1904 entstandene Denkmal für Kaiserin Elisabeth in Form einer Ruhebank stammt von Oskar Flegel von Farnholz und Eduard Hauser, das bronzene Portraitrelief von Rudolf Bachmann. | BDA-Hist.: Q38133323 Status: § 2a Stand der BDA-Liste: 2025-06-30 Name: Persönlichkeitsdenkmal, Kaiserin Elisabeth-Ruhe GstNr.: 73/54 Elisabethruhe am Kahlenberg |
| ja   | Datei hochladen | Ehem. Wartehäuschen der Wiener Linien HERIS-ID: 60203 Objekt-ID: 72289                                                       | Am Kahlenberg Standort KG: Josefsdorf                                   | Die transparente Glaskonstruktion wurde 1935 erbaut. | BDA-Hist.: Q38090872 Status: § 2a Stand der BDA-Liste: 2025-06-30 Name: Ehem. Wartehäuschen der Wiener Linien GstNr.: 66/18 Wartehäuschen Kahlenberg |
| ja   | Datei hochladen | Brunnen HERIS-ID: 73688 Objekt-ID: 87013                                                                                     | Am Kahlenberg 2 Standort KG: Josefsdorf                                 | Der Brunnen wurde 1686 nach Erschließung der Quelle von den Camaldulensern erbaut. Er besteht aus einem Rundbecken mit Schmiedeeisenverzierungen. | BDA-Hist.: Q38133335 Status: § 2a Stand der BDA-Liste: 2025-06-30 Name: Brunnen GstNr.: 74/1 Brunnen Kahlenbergerkirche |
| ja   | Datei hochladen | Hotel-Restaurant am Kahlenberg HERIS-ID: 66145 Objekt-ID: 79020                                                              | Am Kahlenberg 2, 3 Standort KG: Josefsdorf                              | Das Restaurant wurde 1935 von Erich Boltenstern erbaut und später mehrfach umgebaut. | BDA-Hist.: Q38112555 Status: Bescheid Stand der BDA-Liste: 2025-06-30 Name: Hotel-Restaurant am Kahlenberg GstNr.: 42/1 Modul, Kahlenberg |
| ja   | Datei hochladen | 3 ehem. Camaldulenserzellen HERIS-ID: 99363 Objekt-ID: 115479seit 2012                                                       | Am Kahlenberg 15–17 Standort KG: Josefsdorf                             | Zwischen 1629 und 1639 wurde unter Kaiser Ferdinand II. eine Eremie des Camaldulenserordens am Kahlenberg angelegt. Nach der Zerstörung durch die Türken 1683 und der Aufhebung des Klosters 1782, kamen die Gebäude zu Beginn des 19. Jahrhunderts in Privatbesitz. Die Häuser wurden im 19. Jahrhundert neu fassadiert. Anmerkung: Gemeint sind die drei zur Straße hin giebelständigen Häuser. Das mittlere und das östliche Zellenhaus sind heute durch einen Zusatzbau verbunden und erscheinen als ein Bauwerk. | BDA-Hist.: Q37773939 Status: Bescheid Stand der BDA-Liste: 2025-06-30 Name: Ehem. Camaldulenserzelle GstNr.: 20, 22/1 |
| ja   | Datei hochladen | Ehem. Camaldulenserzelle HERIS-ID: 41611 Objekt-ID: 42138                                                                    | Am Kahlenberg 18 Standort KG: Josefsdorf                                | Von den ehemaligen Camaldulenserzellen ist das Haus Josefsdorf Nr. 18 nahezu unverändert erhalten geblieben. Vom Mittelflur liegt nördlich der ehemalige Betraum. Der quadratische Raum mit einer flachen Kuppel wurde in der 2. Hälfte des 18. Jahrhunderts mit dem Auge Gottes im Zentrum, umgeben von Puttenköpfen und seitlichen Blumenranken ausgemalt. | BDA-Hist.: Q38001811 Status: Bescheid Stand der BDA-Liste: 2025-06-30 Name: Ehem. Camaldulenserzelle GstNr.: 17/1 Josefsdorf 18 (Wien) |
| ja   | Datei hochladen | Wehrturm und Mauer HERIS-ID: 41455 Objekt-ID: 41940                                                                          | Am Kahlenberg 18, bei Standort KG: Josefsdorf                           | | BDA-Hist.: Q38000757 Status: Bescheid Stand der BDA-Liste: 2025-06-30 Name: Wehrturm und Mauer GstNr.: 18 |
| ja   | Datei hochladen | Ehem. Camaldulenserzelle HERIS-ID: 99365 Objekt-ID: 115481seit 2013                                                          | Am Kahlenberg 21 Standort KG: Josefsdorf                                | Die ehemalige Camaldulenserzelle hat einen traufständigen Zubau aus dem Jahr 1800. | BDA-Hist.: Q37773943 Status: Bescheid Stand der BDA-Liste: 2025-06-30 Name: Ehem. Camaldulenserzelle GstNr.: 11/1, 10/1 |
| ja   | Datei hochladen | Kath. Pfarrkirche, Kahlenbergkirche hl. Josef HERIS-ID: 48885 Objekt-ID: 52450                                               | Am Kahlenberg 38 Standort KG: Josefsdorf                                | Die ehemalige Camaldulenserkirche auf dem Kahlenberg ist eine schlichte barocke Saalkirche mit südlich angelegtem Turm. Hier soll die Messe vor der Schlacht am Kahlenberg gelesen worden sein, zahlreiche Gedenkstücke erinnern daran. Sie war ursprünglich Teil einer Eremie, die bis 1639 gebaut wurde, die Kirche selbst wurde nach schweren Schäden 1683 bis 1734 wiederaufgebaut. Der Grundriss der Kirche ist rechteckig, die Fassade ist schlicht mit toskanischen Pilastern an den Kanten und einem Giebelfeld an der Eingangsfront. Der barocke Hochaltar besteht aus einer Kreuzigungsgruppe mit Draperie, die hinterlegte Draperiemalerei stammt aus dem Jahr 1852. Anmerkung: Identadresse Am Kahlenberg 38 | BDA-Hist.: Q2319659 Status: § 2a Stand der BDA-Liste: 2025-06-30 Name: Kath. Pfarrkirche, Kahlenbergkirche hl. Josef GstNr.: 1/1, 1/3 St. Josef (Kahlenberg) |
| ja   | Datei hochladen | Höhenstraße HERIS-ID: 73686 Objekt-ID: 87011seit 2020                                                                        | Höhenstraße Standort KG: Josefsdorf                                     | siehe KG Grinzing | BDA-Hist.: Q105130841 Status: Bescheid Stand der BDA-Liste: 2025-06-30 Name: Höhenstraße GstNr.: 71/2, 73/1, 66/14, 66/16, 66/17, 73/17, 73/18, 66/18, 70, 73/14, 69, 73/16, 73/13, 74/1, 75/3, 75/4, 78, 79/1 Höhenstraße, Vienna                                                  |
| ja   | Datei hochladen | Stiegenanlage, Gedenkstein und Kopfbauwerk Höhenstraße HERIS-ID: 99367 Objekt-ID: 115484                                     | Höhenstraße Standort KG: Josefsdorf                                     | Die Stiegenanlage mit Gedenkinschrift stammt aus der Bauzeit der Höhenstraße (dieser Abschnitt wurde 1935 eröffnet), das Relief Entsatzheer 1683 stammt aus dem Jahr 1960 von Heinz Leinfellner. | BDA-Hist.: Q37773955 Status: § 2a Stand der BDA-Liste: 2025-06-30 Name: Stiegenanlage, Gedenkstein und Kopfbauwerk Höhenstraße GstNr.: 73/1 Gedenkanlage Höhenstraße |
| ja   | Datei hochladen | Grenzstein HERIS-ID: 99368 Objekt-ID: 115490                                                                                 | bei Josefsdorf 48 Standort KG: Josefsdorf                               | Der Grenzstein ist mit der Jahreszahl 1744 bezeichnet. | BDA-Hist.: Q37773967 Status: § 2a Stand der BDA-Liste: 2025-06-30 Name: Grenzstein GstNr.: 73/1 Grenzstein Kahlenberg |
| ja   | Datei hochladen | Kahlenberger Friedhof/Josefsdorfer Friedhof samt anheimgefallenen Grabmälern HERIS-ID: 73652 Objekt-ID: 86969                | Kahlenberger Straße Standort KG: Josefsdorf                             | Der Friedhof am Südhang des Kahlenberges wurde 1783 eröffnet. Die Grabkapelle der Familie Finsterle aus der Mitte des 19. Jahrhunderts ist in neogotischen Formen gehalten und enthält im Inneren die Wandmalerei Auferstandener Christus von Friedrich Schilcher. Daneben sind noch einige Grabdenkmäler aus der Biedermeierzeit erhalten. | BDA-Hist.: Q1721180 Status: § 2a Stand der BDA-Liste: 2025-06-30 Name: Kahlenberger Friedhof/Josefsdorfer Friedhof samt anheimgefallenen Grabmälern GstNr.: 47 Waldfriedhof Kahlenberg                                                                                              |
| ja   | Datei hochladen | Figurenbildstock hl. Johannes Nepomuk HERIS-ID: 73684 Objekt-ID: 87008                                                       | Kahlenberger Straße, beim Kahlenberger Friedhof Standort KG: Josefsdorf | Diese aus dem Jahr 1724 stammende Nepomukfigur steht auf einer hohen Säule mit Widmungsinschrift. | BDA-Hist.: Q38133300 Status: § 2a Stand der BDA-Liste: 2025-06-30 Name: Figurenbildstock hl. Johannes Nepomuk GstNr.: 45 Figurenbildstock hl. Johannes Nepomuk beim Kahlenberger Friedhof, Wien                                                                                     |
| ja   | Datei hochladen | Camaldulensergrotte HERIS-ID: 111331 Objekt-ID: 129145                                                                       | Standort KG: Josefsdorf                                                 | Anmerkung: Laut einem Gartenhistoriker in den 1920er Jahren denkmalgeschützt und heute nicht mehr existent/zugänglich. | BDA-Hist.: Q37823249 Status: Bescheid Stand der BDA-Liste: 2025-06-30 Name: Camaldulensergrotte GstNr.: 16 |
| ja   | Datei hochladen | Palas, Benefiziatenhaus, Försterhaus und Reste der Burganlage mitsamt Ummauerung HERIS-ID: 41402 Objekt-ID: 41885            | Am Leopoldsberg 1, 2 Standort KG: Kahlenbergerdorf                      | Diese Gebäude, die Teil der 1248 urkundlich erwähnten Burg Kahlenberg sind befinden sich nördlich der Kirche. Rest einer mittelalterlichen Wehrmauer sind noch erhalten. Der Palas hat eine Bausubstanz aus dem 13. Jahrhundert, das Benefiziatenhaus stammt aus dem 17. und das Försterhaus aus dem 18. Jahrhundert. Spätere Umgestaltungen erfolgten im 19. Jahrhundert. | BDA-Hist.: Q1014706 Status: § 2a Stand der BDA-Liste: 2025-06-30 Name: Palas, Benefiziatenhaus, Försterhaus und Reste der Burganlage mitsamt Ummauerung GstNr.: 283/1, 283/3, 283/4, 281/12 Burg am Leopoldsberg                                                                    |
| ja   | Datei hochladen | Heimkehrer-Gedächtnismal HERIS-ID: 113027 Objekt-ID: 131253seit 2018                                                         | Am Leopoldsberg 2, bei Standort KG: Kahlenbergerdorf                    | Es handelt sich um vier Steinblöcke, die den Kriegsgefangenen und Verschleppten gedenken. Diese waren ursprünglich Teil eines Denkmals, das 1948 von Mario Petrucci errichtet wurde. Es bestand aus einem ringförmigen Mauerstück mit vier Nischen und einem Pylon mit Opferschale. Es wurde 2018 in der heutigen, reduzierten Form an einem etwas versetzten Standort wiedereröffnet. | BDA-Hist.: Q1595805 Status: Bescheid Stand der BDA-Liste: 2025-06-30 Name: Heimkehrer-Gedächtnismal GstNr.: 315/1 Heimkehrer-Denkmal (neu) |
| ja   | Datei hochladen | Kath. Filialkirche hl. Leopold am Leopoldsberg HERIS-ID: 73648 Objekt-ID: 86965                                              | Am Leopoldsberg 2 Standort KG: Kahlenbergerdorf                         | Die Kirche war ursprünglich Teil der „Burg“, in heutiger Form geht sie auf das Jahr 1679 zurück. 1683 beschädigt, wurde sie danach wieder aufgebaut und 1718–1730 von Antonio Beduzzi erweitert. Sie ist ein Zentralbau mit Kuppel und Doppelturmfassade. Sie weist einheitliche toskanische Pilastergliederung auf, die Türme stehen leicht hervor und sind über Gesimse mit der Hauptfassade verklammert. Der Hochaltar stammt aus dem späten 18. Jahrhundert, die Seitenaltäre sind größtenteils barock. | BDA-Hist.: Q1742774 Status: § 2a Stand der BDA-Liste: 2025-06-30 Name: Kath. Filialkirche hl. Leopold am Leopoldsberg GstNr.: 282 Sankt Leopold auf dem Leopoldsberg |
| ja   | Datei hochladen | Bürgerhaus HERIS-ID: 41408 Objekt-ID: 41892                                                                                  | Bloschgasse 1 Standort KG: Kahlenbergerdorf                             | Dieser mächtige freistehende Bau ist im Kern mittelalterlich. Er wurde nach 1683 erweitert und im 19. Jahrhundert umgebaut. Die Fassade weist reiche Putzfeldgliederung und ein späthistoristisches Portal auf. Im Inneren befinden sich zum Teil Spitkappentonnen und im Durchgang zum Hof ein spätbarockes Platzlgewölbe. Der Pawlatschengang im Hof stammt aus der Zeit um 1900. | BDA-Hist.: Q38000295 Status: Bescheid Stand der BDA-Liste: 2025-06-30 Name: Bürgerhaus GstNr.: 19 Bloschgasse 1 |
| ja   | Datei hochladen | Pfarrhof HERIS-ID: 41409 Objekt-ID: 41893                                                                                    | Bloschgasse 2 Standort KG: Kahlenbergerdorf                             | Der Pfarrhof ist ein U-förmiger Bau zur Donau auf stark abfallendem Gelände. Er stammt aus dem ersten Drittel des 17. Jahrhunderts und wurde um 1900 durchgreifend umgebaut. Die Fassade weist Rieselputz, geglättete Eckquader, Faschen und Traufgesimse auf. Im Inneren befinden sich Stichkappentonnen. | BDA-Hist.: Q38000306 Status: § 2a Stand der BDA-Liste: 2025-06-30 Name: Pfarrhof GstNr.: 27 |
| ja   | Datei hochladen | Bürgerhaus HERIS-ID: 41410 Objekt-ID: 41894                                                                                  | Bloschgasse 3 Standort KG: Kahlenbergerdorf                             | Das zweigeschoßige Bürgerhaus aus dem späten 16. Jh. / frühen 17. Jahrhundert mit Satteldach hat eine Fassade mit Steinlaibungen, profilierten Sohlbänken und einen mit 1617 bezeichneten Sgraffito-Dekor. | BDA-Hist.: Q38000318 Status: Bescheid Stand der BDA-Liste: 2025-06-30 Name: Bürgerhaus GstNr.: 18 |
| ja   | Datei hochladen | Gartenportal HERIS-ID: 99632 Objekt-ID: 115782                                                                               | hinter Heiligenstädter Straße 357 Standort KG: Kahlenbergerdorf         | Das rundbogig vergiebelte barocke Gartenportal weist seitlich eingemauerte Reliefsteine auf: einer mit Wappen und der Bezeichnung I.T. 1609, einer mit Krone und der Bezeichnung L. | BDA-Hist.: Q37774432 Status: § 2a Stand der BDA-Liste: 2025-06-30 Name: Gartenportal GstNr.: 151/2 Gartenportal Kahlenbergerdorf |
| ja   | Datei hochladen | Höhenstraße HERIS-ID: 87184 Objekt-ID: 101572seit 2020                                                                       | Höhenstraße Standort KG: Kahlenbergerdorf                               | siehe KG Grinzing | BDA-Hist.: Q105131437 Status: Bescheid Stand der BDA-Liste: 2025-06-30 Name: Höhenstraße GstNr.: 286/1, 286/2 Höhenstraße, Vienna |
| ja   | Datei hochladen | Tegetthoff-Kaserne HERIS-ID: 48864 Objekt-ID: 52425                                                                          | Kuchelauer Hafenstraße 100 Standort KG: Kahlenbergerdorf                | Die ehemalige Marine-Kaserne wurde 1939 erbaut und bis 1961 erweitert. Es handelt sich um eine dreiseitige Anlage mit Walmdächern. | BDA-Hist.: Q1898416 Status: § 2a Stand der BDA-Liste: 2025-06-30 Name: Tegetthoff-Kaserne GstNr.: 455/4, 455/12, 455/13 Marinekaserne, Vienna |
| ja   | Datei hochladen | Nasenweg und Aussichtsterrassen auf dem Leopoldsberg HERIS-ID: 99436 Objekt-ID: 115570                                       | Nasenweg Standort KG: Kahlenbergerdorf                                  | Der Nasenweg wurde 1877 vom Österreichischen Touristenclub an Stelle eines älteren Weges als Promenade angelegt. Seine heutige Form erhielt er im Zuge des Baus der Höhenstraße. Bei fünf Kehren sind Aussichtsplattformen angelegt. | BDA-Hist.: Q1650133 Status: § 2a Stand der BDA-Liste: 2025-06-30 Name: Nasenweg und Aussichtsterrassen auf dem Leopoldsberg GstNr.: 315/1 Nasenweg, Vienna |
| ja   | Datei hochladen | Ehem. Burgkirchenanlage, Pfarrkirche hl. Georg mit Kirchhof und Mesnerhaus HERIS-ID: 48865 Objekt-ID: 52426                  | St.-Georg-Platz 1 Standort KG: Kahlenbergerdorf                         | Die Kahlenbergerdorfer Pfarrkirche ist ein schlichter romanisch-gotischer Saalbau, der später barockisier wurde. Sie stammt aus der ersten Hälfte des 13. Jahrhunderts, wobei der Chor spätgotische Züge aufweist. Der südlich angestellte Turm stammt aus der Bauzeit, wurde aber um 1700 stark verändert, in dieser Zeit erhielt er auch seinen Zwiebelhelm. Das Portal mit gesprengtem Giebel ist mit 1676 bezeichnet, das Holztor mit Rokokobeschlag stammt aus der Mitte des 18. Jahrhunderts. Der Hochaltar ist eine ionische Doppelsäulenrtabel mit Volutenaufsätzen, das Altarbild stammt aus dem Jahr 1826 und geht auf Ludwig Ferdinand Schnorr von Carolsfeld zurück. | BDA-Hist.: Q1489506 Status: § 2a Stand der BDA-Liste: 2025-06-30 Name: Ehem. Burgkirchenanlage, Pfarrkirche hl. Georg mit Kirchhof und Mesnerhaus GstNr.: 1/1, 2 Kahlenbergerdorfer Pfarrkirche                                                                                     |
| ja   | Datei hochladen | Wohnhaus HERIS-ID: 48866 Objekt-ID: 52427                                                                                    | St.-Georg-Platz 2 Standort KG: Kahlenbergerdorf                         | Der zweigeschoßige traufständige Bau mit flachem Walmdach stammt zum Teil vom Ende des 15. Jahrhunderts und wurde Ende des 17. Jahrhunderts umgebaut. | BDA-Hist.: Q38032143 Status: § 2a Stand der BDA-Liste: 2025-06-30 Name: Wohnhaus GstNr.: 3/1 |
| ja   | Datei hochladen | Figurenbildstock hl. Johannes Nepomuk HERIS-ID: 104841 Objekt-ID: 121724                                                     | Waldbachsteig Standort KG: Kahlenbergerdorf                             | Die farbig gefasste Nepomukstatue aus dem 2. Viertel des 18. Jahrhunderts steht auf einem geschwungenen Rokokosockel mit Inschriftenkartusche in einer Einfriedung. | BDA-Hist.: Q37802053 Status: § 2a Stand der BDA-Liste: 2025-06-30 Name: Figurenbildstock hl. Johannes Nepomuk GstNr.: 268 Statue of John of Nepomuk, Waldbachsteig |
| ja   | Datei hochladen | Feuerwache der Stadt Wien HERIS-ID: 48867 Objekt-ID: 52428                                                                   | Wigandgasse 25 Standort KG: Kahlenbergerdorf                            | Das Gebäude im expressionistischen Stil mit dreistöckigem Übungsturm wurde 1929/30 von Konstantin Peller und Josef Bittner erbaut. | BDA-Hist.: Q1551071 Status: § 2a Stand der BDA-Liste: 2025-06-30 Name: Feuerwache der Stadt Wien GstNr.: 81/8 Feuerwache Kahlenbergerdorf |
| ja   | Datei hochladen | Ehem. Volksschule der Stadt Wien HERIS-ID: 48868 Objekt-ID: 52429                                                            | Wigandgasse 29 Standort KG: Kahlenbergerdorf                            | Das ehemalige Volksschulgebäude wurde von der Stadt Wien im Jahre 1899 im späthistoristischen Stil erbaut. | BDA-Hist.: Q38032158 Status: Bescheid Stand der BDA-Liste: 2025-06-30 Name: Ehem. Volksschule der Stadt Wien GstNr.: 24 |
| ja   | Datei hochladen | Bildstock HERIS-ID: 99189 Objekt-ID: 115280                                                                                  | gegenüber Wigandgasse 26 Standort KG: Kahlenbergerdorf                  | Der Tabernakelbildstock stammt aus dem Jahr 1683, die Malereien in den vergitterten Segmentnischen aus neuerer Zeit. | BDA-Hist.: Q37773795 Status: § 2a Stand der BDA-Liste: 2025-06-30 Name: Bildstock GstNr.: 311/5 Bildstock Wigandgasse 30, Kahlenbergerdorf |
| ja   | Datei hochladen | Ehem. Klosterneuburger Freihof HERIS-ID: 41504 Objekt-ID: 41991                                                              | Wigandgasse 37 Standort KG: Kahlenbergerdorf                            | Der ehemalige Freihof des Stiftes Klosterneuburg wurde im 17. Jahrhundert unter Verwendung mittelalterlicher Teile erbaut und schließt die Kirchenumwallung ein. Die Fassade ist frühbarock mit einem Stifts- und Abtwappen über dem Rechteckportal. | BDA-Hist.: Q38001320 Status: § 2a Stand der BDA-Liste: 2025-06-30 Name: Ehem. Klosterneuburger Freihof GstNr.: 20 Klosterneuburger Freihof, Kahlenbergerdorf |
| ja   | Datei hochladen | Bürgerhaus, ehem. Schule HERIS-ID: 41507 Objekt-ID: 41994                                                                    | Wigandgasse 39 Standort KG: Kahlenbergerdorf                            | Das traufständige Gebäude mit Satteldach integriert die Kirchhofmauer in ihren Bau. Die Fassade mit profilierten Gesimsen und geritzter Eckquaderung ist mit 1779 bezeichnet. | BDA-Hist.: Q38001338 Status: § 2a Stand der BDA-Liste: 2025-06-30 Name: Bürgerhaus, ehem. Schule GstNr.: 1/2 Wigandgasse 39 |
| ja   | Datei hochladen | Ansitz, Maria Theresia-Schlösschen HERIS-ID: 41508 Objekt-ID: 41995                                                          | Zwillinggasse 1 Standort KG: Kahlenbergerdorf                           | Der im Kern barocke Bau wurde im ersten Drittel des 19. Jahrhunderts durchgreifend umgebaut. Die klassizistische Hauptfassade ist zum weitläufigen Garten ausgerichtet, an der Seitenfront befindet sich eine Nische mit Immaculata-Figur. | BDA-Hist.: Q38001350 Status: Bescheid Stand der BDA-Liste: 2025-06-30 Name: Ansitz, Maria Theresia-Schlösschen GstNr.: 34 Maria-Theresien-Schlösschen, Kahlenbergerdorf |
| ja   | Datei hochladen | Pfarrhof HERIS-ID: 49023 Objekt-ID: 52611                                                                                    | Eyblergasse 1 Standort KG: Neustift am Walde                            | Der schlichte hakenförmige Bau mit profiliertem Traufgesims wurde 1774/75 als Benefiziatenhaus erbaut und später mehrfach umgebaut. | BDA-Hist.: Q38032769 Status: § 2a Stand der BDA-Liste: 2025-06-30 Name: Pfarrhof GstNr.: 2 |
| ja   | Datei hochladen | Neustifter Pfarrkirche hl. Rochus mit 4 Heiligenfiguren HERIS-ID: 56736 Objekt-ID: 66295                                     | Eyblergasse 1 Standort KG: Neustift am Walde                            | Dieser kleine Kirche mit Turmfront gegen die Rathstraße entstand 1784/85 unter Einbeziehung eines nach 1713 entstandenen barocken Rundbaus. 1851/52 wurde sie vergrößert und ein neuer Turm gebaut. Aus dem mittleren 19. Jahrhundert stammt auch die Fassade mit Gesims- und Lisenengliederung in gotisierenden Formen. Der klassizistische Hochaltar ist aus Ende des 18. Jahrhunderts, die Seitenaltäre aus dem 19. Seitlich des Einganges stehen zwei Steinfiguren (hll. Petrus und Paulus) aus dem späten 17. Jahrhundert, vor der Sakristei zwei weitere Steinfiguren (hll. Antonius und Karl Borromäus) aus dem frühen 18. Jahrhundert. | BDA-Hist.: Q1556877 Status: § 2a Stand der BDA-Liste: 2025-06-30 Name: Neustifter Pfarrkirche hl. Rochus mit 4 Heiligenfiguren GstNr.: 1, 495/2 Neustifter Pfarrkirche |
| ja   | Datei hochladen | Mariensäule HERIS-ID: 100257 Objekt-ID: 116477 Wien Kulturgut: 46837                                                         | Mitterwurzergasse 84, in der Nähe Standort KG: Neustift am Walde        | Die Marienstatue auf einer korinthischen Säule wurde 1697 gestiftet und wird Paul Strudel zugeschrieben. | BDA-Hist.: Q37775702 Status: § 2a Stand der BDA-Liste: 2025-06-30 Name: Mariensäule GstNr.: 499/1 Mariensäule Neustift am Walde |
| ja   | Datei hochladen | Wohnhausanlage der Gemeinde Wien HERIS-ID: 96660 Objekt-ID: 112215 Wiener Wohnen: 1341                                       | Neustift am Walde 69-71 Standort KG: Neustift am Walde                  | Dieser Bau wurde 1930/31 von Hugo Gorge errichtet. Er besteht aus zwei dreigeschoßigen Häusern mit Eckbalkonen. | BDA-Hist.: Q37768493 Status: § 2a Stand der BDA-Liste: 2025-06-30 Name: Wohnhausanlage der Gemeinde Wien GstNr.: 44/4, 44/5 |
| ja   | Datei hochladen | Feuerwache Neustift am Walde HERIS-ID: 49025 Objekt-ID: 52614                                                                | Rathstraße 37 Standort KG: Neustift am Walde                            | Die Feuerwache wurde 1927/28 erbaut. Bemerkenswert ist der freistehende dreistöckige Übungsturm im Hof. | BDA-Hist.: Q38032779 Status: § 2a Stand der BDA-Liste: 2025-06-30 Name: Feuerwache Neustift am Walde GstNr.: 6 Feuerwache Neustift |
| ja   | Datei hochladen | Hauerhaus HERIS-ID: 41488 Objekt-ID: 41973                                                                                   | Rathstraße 54 Standort KG: Neustift am Walde                            | Das Hauerhaus stammt im Kern aus dem 18. Jahrhundert und enthält Reste eines Stichkappentonnengewölbes im Untergeschoß. | BDA-Hist.: Q38001122 Status: Bescheid Stand der BDA-Liste: 2025-06-30 Name: Hauerhaus GstNr.: 135 Schreiberhaus, Neustift am Walde |

## Ehemalige Denkmäler
| Foto |                 | Denkmal                                                             | Standort                                            | Beschreibung | Metadaten |
| ---- | --------------- | ------------------------------------------------------------------- | --------------------------------------------------- | --- | --- |
| ja   | Datei hochladen | Schiffmeisterhaus mit ehem. Einkehrgasthof Objekt-ID: 41925bis 2012 | Heiligenstädter Lände 31 Standort KG: Heiligenstadt | Das Schiffmeisterhaus mit dem anschließenden Seitentrakt, dem Einkehrgasthaus der Donauschiffer, wurde 1820 für den Holzhändler und Ortsrichter von Nußdorf Franz Michael Gunold errichtet. Das zweigeschoßige Gebäude entspricht stilistisch dem Landhausstil des Vormärz und wurde mit flachem übergiebeltem Mittelrisalit sowie Altanen auf dorischen Säulen ausgeführt. | BDA-Hist.: Q106677042 Status: Bescheid Stand der BDA-Liste: 2012-06-06 Name: Schiffmeisterhaus mit ehem. Einkehrgasthof GstNr.: 454/1 |